# Biographie de Henry Fielding
Henry Fielding, romancier anglais du XVIIIe siècle, auteur de Joseph Andrews et de Histoire de Tom Jones, enfant trouvé, est né dans le Somerset le 22 avril 1707 et mort à Lisbonne le 14 octobre 1754.
Son enfance, passée avec ses frères et sœurs à la campagne dans le riche manoir du Dorset acheté par la famille, a été plutôt heureuse. La mort de sa mère et le remariage du père alors qu'il a onze ans bouleverse la vie de la fratrie, sans doute rudoyée par la marâtre.
La grand-mère maternelle engage une procédure pour obtenir sa garde. Désormais, c'est auprès d'elle que Fielding passera ses vacances, car il est scolarisé au collège d'Eton où il se fait des amis qui lui seront fidèles en toutes occasions.
Après Eton, Fielding étudie le droit et devient avocat, puis juge de paix. Son action comme magistrat, quoique émaillée d'affaires retentissantes et douloureuses, est marquée par la création d'une force de police urbaine efficace et des propositions de réformes novatrices.
Tout en exerçant ces fonctions, Fielding se consacre à l'écriture. Après quelques poèmes et pamphlets, il écrit des pièces de théâtre dans lesquelles il explore avec brio tous les genres comiques jusqu'à ce que la loi sur la censure de 1737 lui barre l'accès à la scène. En parallèle, il crée des journaux faisant écho aux événements politiques, sociaux et littéraires, la plupart des chroniques, comme ses œuvres théâtrales, dardant leur humour sur le régime jugé corrompu du premier ministre Robert Walpole.
Fielding se tourne assez tard vers la fiction, l'occasion d'exercer sa verve satirique lui étant fournie par l'immense succès de Pamela de Richardson qu'il parodie aussitôt avec Shamela, puis Joseph Andrews. Ce dernier roman échappe bientôt à ce moule parodique pour se transformer sur le mode picaresque en une œuvre autonome imposant déjà les principaux thèmes et la manière d'écrire de Histoire de Tom Jones, enfant trouvé. Fielding publie en tout cinq romans qui assurent son renom universel.
Grand gaillard de plus d'un mètre quatre-vingts, force de la nature, Fielding se marie deux fois : d'abord avec Charlotte Craddock qu'il aime tendrement et qui inspire nombre de ses héroïnes parées de vertu, puis avec la domestique de celle-ci, Mary Daniel, ce qui lui attira les sarcasmes de la bonne société.
Gros mangeur, gros buveur, Fielding s'abîme la santé par ses ripailles. Son grand corps gonflé d'œdème, perclus de goutte, il devient énorme et impotent. À 47 ans, tenté par le soleil du Sud, il embarque avec sa famille pour Lisbonne où il espère trouver quelque réconfort. Mais il y trépasse peu après et repose au cimetière anglais de la ville. Son récit à la fois humoristique et pathétique de la traversée, Journal of a Voyage to Lisbon, parut à titre posthume en 1755.

## Ascendance et première enfance
Le grand-père du romancier est le plus jeune fils d'un comte du XVIIe siècle, Earl of Desmond/Earl of Denbigh, dont la famille se réclame, à tort comme il l'a plus tard été démontré, de la dynastie impériale des Habsbourg. Son père, Edmund Fielding, a servi avec honneur pendant les guerres contre la France, y compris lors de la victoire du duc de Malborough à Blenheim en 1704. En 1707, à l'âge de vingt-sept ans, il est lieutenant-colonel dans l'armée de la reine Anne.
Sa mère, Sarah, est la fille de Sir Henry Gould dont l'acuité de jugement lui a valu de figurer parmi les meilleurs juristes de son temps. Fielding, né le 22 avril 1707 au manoir de Sir Henry, c, est prénommé comme son grand-père. Le mariage de ses parents est fécond : Henry est suivi de Catherine, Ursula, Anne (décédée à trois ans), Sarah, future romancière, Beatrice et Edmund. Peu avant sa mort en 1710, Sir Henry Golud achète une grande ferme dans le village de East Stour, dans le comté de Dorset.
C'est dans ce riche terroir plus tard célébré par Thomas Hardy, que les enfants Fielding vivent leur première enfance, très choyés par leur mère, tandis que leur père, peu enclin à jouer au squire de campagne, guerroye ou se promène à Londres ou en Irlande.

## Décès de la mère et adolescence

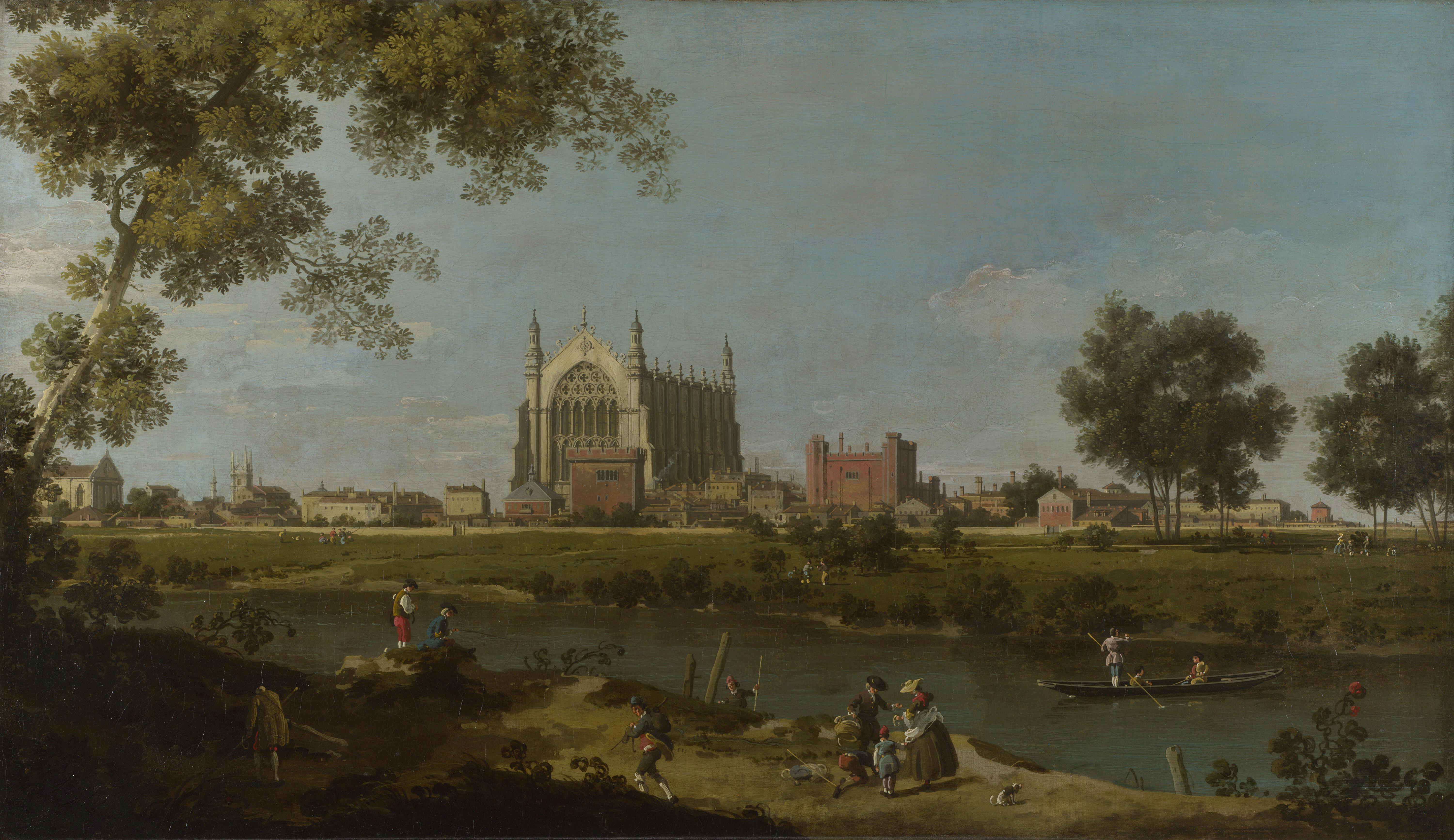
Eton College vers 1750
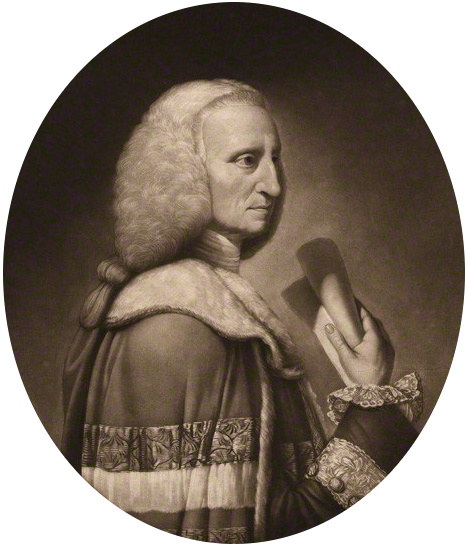
George Lyttelton
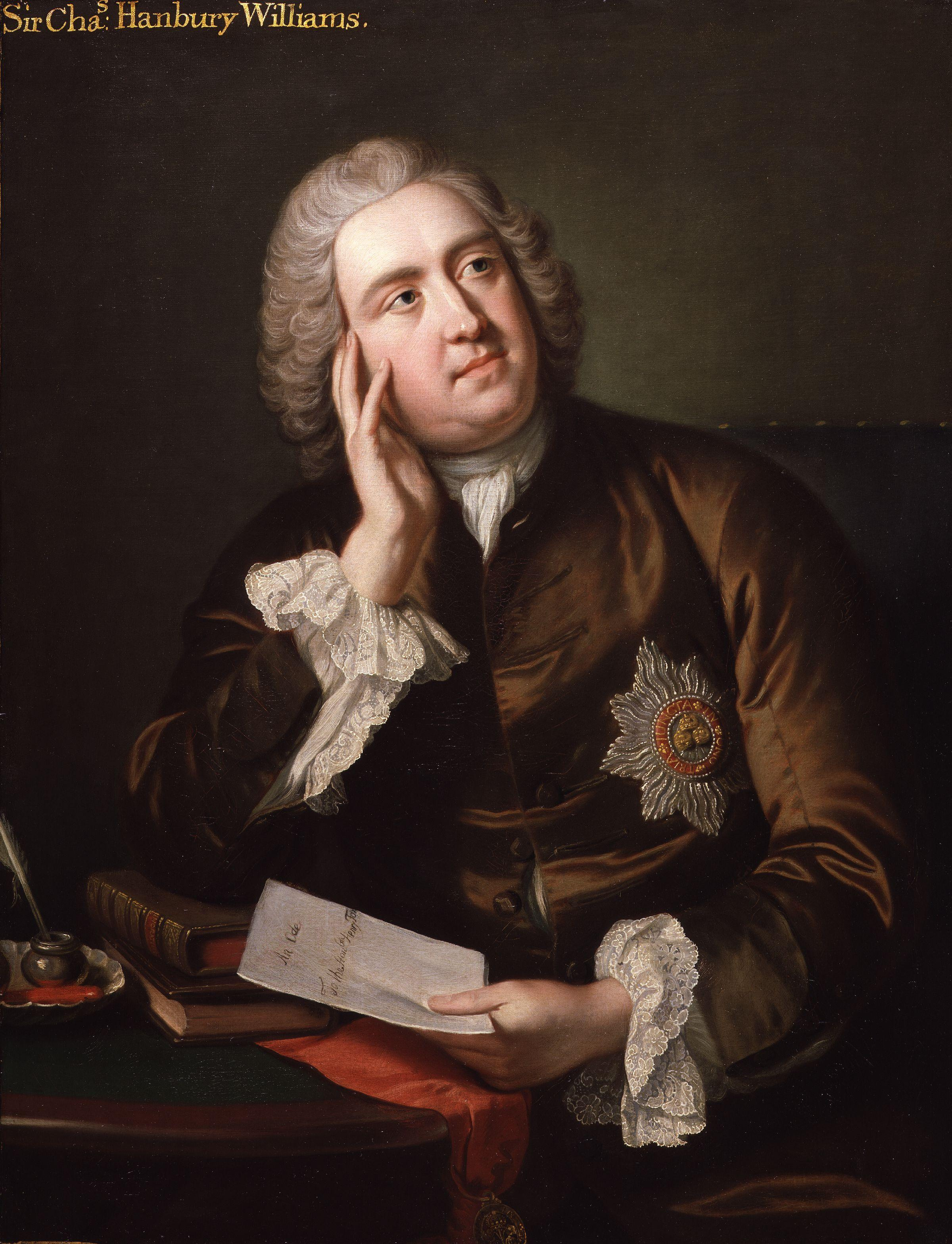
Charles Hanbury Williams par John Giles Eccardt
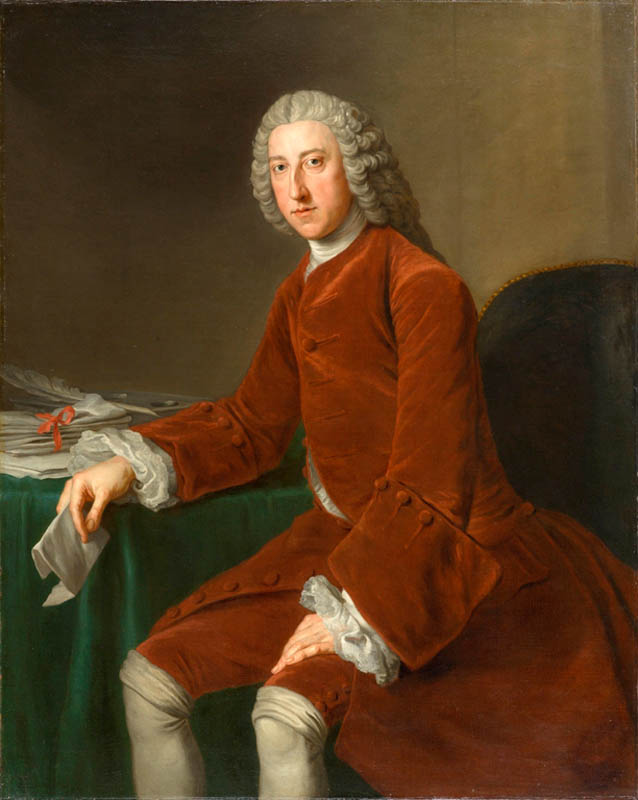
William Pitt l'Ancien

En 1718, juste avant le onzième anniversaire de Fielding, sa mère meurt, ce qui bouleverse à plus d'un titre la vie de la famille. À peine un an plus tard, Edmund Fielding se remarie, revient de Londres avec sa nouvelle épouse, déjà enceinte de ses œuvres. La maisonnée se voit alors soumise à des règles strictes et la rumeur veut que les enfants soient négligés, voire maltraités. De plus, la nouvelle Mrs Fielding est une catholique pratiquante, ce qui constitue un danger en une époque où règne, sous la menace d'une restauration des Stuarts, le premier roi hanovrien.
Tout cela incite Lady Gould, la redoutable grand-mère des enfants, à intenter une double action en justice contre son gendre, l'accusant non seulement d'usurper les revenus de la propriété à des fins personnelles au lieu de les consacrer au bien-être des enfants, mais aussi de faire preuve de négligence et de maltraitance à leur égard, en conséquence de quoi elle en exige la garde exclusive. Les procès-verbaux du tribunal rendent compte des démêlés juridiques qui ont suivi : Edmund essaye de faire valoir ses droits sur ses enfants et sur East Stour, mais les Gould déploient un solide arsenal juridique qui, après quelques rencontres houleuses, se clôt à leur profit au bout de deux années de procédure. Désormais, Fielding, alors à Eton, passe ses vacances chez sa grand-mère.
Selon les témoignages consignés dans le dossier, c'est un garçon fougueux, passionné, peu docile. Le voici en outre mêlé à une sordide affaire de famille, où des accusations sont proférées, les insultes volent d'un camp à l'autre, chacun constitué de personnes qui lui sont ou lui ont été chères. De plus, privé de l'autorité de son père, il n'a pour guide que deux vieilles femmes, Lady Gould et sa sœur, débordées par cinq enfants parmi lesquels il est le seul garçon. D'ailleurs, il se retrouve bientôt en tête à tête avec elles, car la grand-mère a déménagé à Salisbury et les quatre filles ont été mises en pension. Il ne semble pas qu'il ait jamais contesté la décision du tribunal, ce qui laisse à penser qu'elle lui a convenu. Il est rapporté qu'en une occasion au moins, il s'est échappé d'Eton et est allé se réfugier à Salisbury. Mais dans l'ensemble, son séjour au collège ne lui déplaît pas, d'autant qu'il est conscient de se trouver dans le plus prestigieux établissement scolaire du royaume, dirigé de plus par le Dr Henry Bland, un Head Master, latitudinarien resté célèbre dans les annales du collège pour son sens de l'innovation et sa bienveillance,. Certes Eton, comme toutes les écoles du XVIIIe siècle, pratique le châtiment corporel et le fagging, sorte d'esclavage imposé aux nouveaux par les anciens, mais on y enseigne avec maestria la Bible et assez de grec et de latin pour permettre à un fils de gentleman d'accéder aux meilleures professions et lui ouvrir toutes les portes. Que Fielding ait apprécié sa formation est évident à en juger par ses essais de traduction, jamais terminés il est vrai, d'Aristophane et de Lucien, et par la solidité des amitiés liées pendant sa scolarité, celles de George Lyttelton, futur Lord Lyttelton, Charles Hanbury Williams, William Pitt l'Ancien, plus tard Lord Chatham.

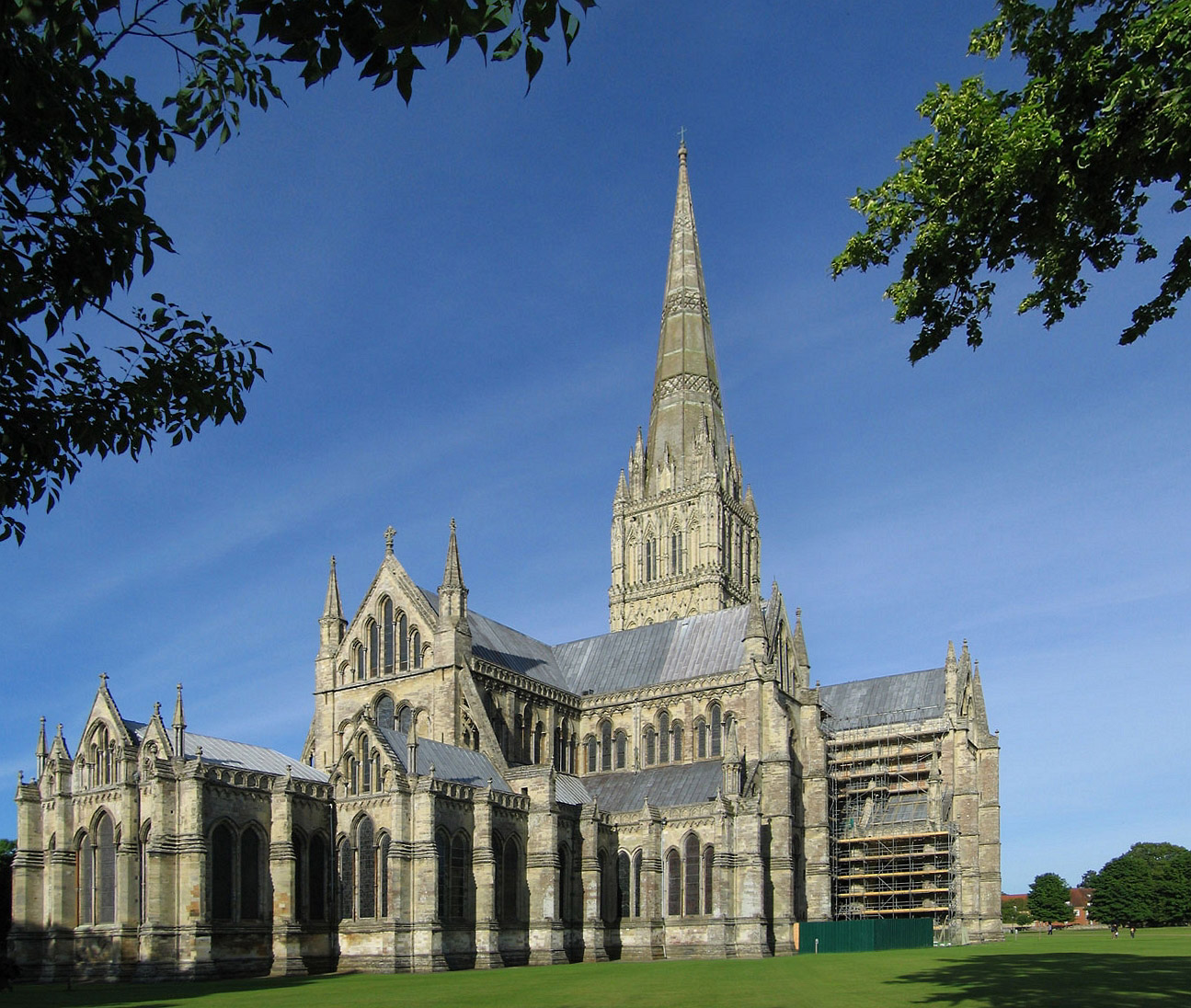
La cathédrale de Salisbury.

Les vacances se passent avec ses sœurs chez la grand-mère. Salisbury est une ville « grande et agréable » selon Defoe, en réalité, un gros bourg de 8 000 habitants, sale et humide, mais très actif commercialement. En son cœur, la magnifique cathédrale que jouxte un cimetière des plus pittoresques, et son environnement de riches maisons de marchands : c'est là que les demoiselles Fielding vont à l'école et que la grand-mère Gould a élu résidence. « Les gens de Salisbury sont riches et joyeux, écrit Defoe, […] et entre eux existent de bonnes manières et de la bonne compagnie »,. La gentry locale a plusieurs enfants du même âge que les jeunes Fielding et des liens d'amitié se nouent, en particulier avec James Harris, apparenté aux comtes de Shaftesbury et futur auteur d'un traité grammatical, Hermes, ou recherches philosophiques sur la grammaire universelle, mais aussi Arthur Collier qui entraînera Fielding dans de graves difficultés financières.
Après avoir quitté Eton, Fielding ne songe à s'établir ni à Salisbury, ni ailleurs : il passe l'été de 1725 à errer non sans turbulences d'une ville à l'autre, Lyme Regis où il crée un scandale en tentant d'enlever une jeune fille de sa parenté, puis Londres en 1726, où il est accusé d'avoir violenté une domestique de son père. Le premier épisode concerne une cousine éloignée de Fielding, Sarah Andrews, qui à l'âge de quinze ans vient de perdre son père, ce qui fait d'elle une riche héritière. Lors de son séjour à Lyme Regis, le jeune Fielding, épris de cette belle cousine, se distingue par une conduite pour le moins inconvenante : accompagné de plusieurs amis et d'un domestique appelé James Lewis, il se livre à une beuverie à la suite de laquelle il est présenté aux magistrats locaux, le 2 septembre 1725, au chef d'agression sur la personne de Joseph Channon, serviteur du meunier local. Il est vraisemblable que l'incident a été organisé par le tuteur de Sarah, Andrew Tucker, qui espérait la marier à son fils John et voyait en Henry un rival inopportun. Quoi qu'il en soit, Fielding ne perd pas espoir : en effet, deux mois plus tard, il est de retour dans la station balnéaire, et le dimanche 11 novembre, avec l'aide de James Lewis, il tente d'enlever la jeune fille au moment où elle se rend à l'office avec son tuteur et sa famille. À nouveau poursuivi, Fielding quitte Lyme Regis en hâte non sans avoir affiché une notice destinée au public de la ville :
« This is to give notice to the World that Andrew Tucker and his Son John Tucker are Clowns, and Cowards. Witness my hand, Henry F..lding. »
« Ceci est destiné à attirer l'attention du monde sur le fait qu'Andrew Tucker et son fils John Tucker sont des marioles et des froussards. Témoin Henry F..lding »
Ce qui est intéressant dans cette aventure c'est que Sophia Western, l'héroïne de Histoire de Tom Jones, enfant trouvé, a sans doute été partiellement fondée sur ce premier amour, hypothèse accréditée par une lettre adressée à l'Athenaeum en 1883 : « Sa cousine épousa ensuite un simple gentleman de campagne et trouva vraisemblablement dans cette alliance un bonheur plus solide que celui auquel l'eût promise une union précoce avec son talentueux et imprévoyant parent. Son image, cependant, ne s'est jamais effacée en lui et il existe un portrait charmant de sa luxuriante beauté (ainsi que le dit la tradition), dans celui de Sophia Western de Tom Jones »,.

## La jeune maturité

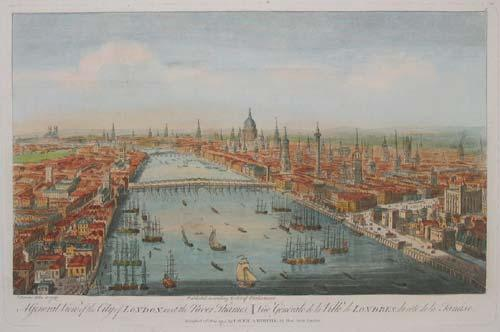
Vue de Londres depuis l'Est en 1751, par T. Bowles.

Fielding doit pourtant se trouver une profession, car les Gould, s'ils chérissent leurs petits-enfants et ont d'excellents revenus, ne vivent pas dans l'opulence et, du reste, réservent le patrimoine familial au fils de Lady Gould et à ses enfants. Edmund a payé les lourds frais de la scolarité de son fils et verse une petite rente. Mais dépensier et fantasque, il perd beaucoup au jeu et sa deuxième épouse, décédée depuis peu, lui a donné six autres fils ; certes, il s'est déjà remarié, mais la dot, pourtant substantielle, suffit à peine à faire face à ses dépenses inconsidérées.
Rien n'est formellement décidé, mais Fielding commence par se lancer dans l'écriture, et cela à Londres, au cœur du monde politique, économique, juridique et intellectuel, en la grande année 1727 qui voit George II accéder au trône et Sir Robert Walpole s'accrocher au poste de premier ministre malgré le changement de régime.
Au début du XVIIIe siècle, Londres, avec 600 000 habitants, est la plus grande ville d'Europe. En plein développement, elle est constituée de deux ensembles séparés se rejoignant rapidement, la Cité, centre mondial de la finance, au sommet de sa prospérité avant que la Révolution industrielle ne fasse émigrer les investissements vers le Nord, et Westminster où résident le pouvoir et la Cour. Partout, l'opulence de l'aristocratie et la richesse de la gentry côtoient la plus abjecte pauvreté, la violence, la délinquance et le crime. Londres possède deux théâtres officiels, Covent Garden et Drury Lane, plus d'autres salles sans licence, et la longue « Saison » voit défiler sur les scènes Shakespeare et ses adaptateurs, les rescapés du siècle précédent, John Dryden, William Congreve et John Vanbrugh, ainsi que Haendel qui, de la fosse, dirige ses opéras.

### L'entrée en littérature

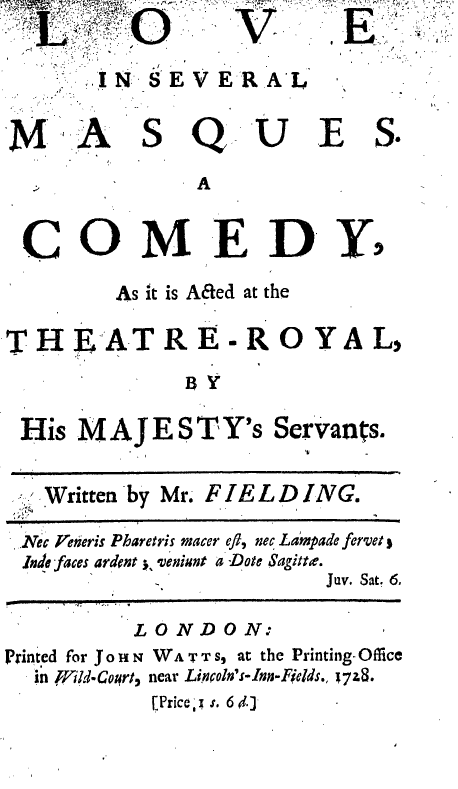
Page de titre de Love in Several Masques de Fielding

La toute première publication de Fielding est un texte de circonstance, un pamphlet avec deux poèmes, intitulé Le Couronnement, Poème et Ode à l'anniversaire (The Coronation, A Poem, and an Ode on the Birthday), aventure qui paraît ironique à deux titres : Fielding sera notoirement connu pour ses attaques répétées contre le gouvernement, et plus tard, il écrira de ses talents de poète : « [C'est un genre] auquel je ne prétends guère et qui n'est… pas vraiment fait pour moi »,,.
D'ailleurs le roi n'est pas un grand amateur des lettres et des arts, et le premier ministre n'apprécie ni les écrivains, tels Swift ou Pope, dont la satire est mordante, ni sans doute, la nouvelle pièce qui déchaîne l'enthousiasme en 1728, l'Opéra du Gueux (The Beggar's Opera) de John Gay.
Fielding fait véritablement son entrée dans le monde littéraire en 1728 avec une pièce inaugurant bien d'une carrière de dramaturge, Love in Several Masques  (« L'Amour sous plusieurs masques »), ce qu'il note dans la préface : « La pièce fut bien plus appréciée que je l'eusse espéré d'après son mérite » ,,. En réalité, le succès ne fut pas spectaculaire : quatre soirées, la troisième étant la plus lucrative pour l'auteur selon les termes du contrat. Il n'empêche que Fielding a l'impression de se trouver au carrefour de sa vie : le médium dramatique lui sied, mais il éprouve un regret de n'avoir pas poursuivi ses études. Aussi s'inscrit-il à l'université hollandaise de Leyde (Leiden) où il reste dix-huit mois, puis s'en revient à la scène.
Ses liens avec le théâtre royal étant rompus, il trouve une petite salle sur Goodman's Fields où il fait jouer sa deuxième pièce The Temple Beau en 1731. La troisième, The Author's Farce innove sur deux points : Fielding a encore changé de salle pour aller au petit Haymarket, et a également changé de style : sous la signature de Scriblerus Secundus, se rangeant ainsi du côté des « Scribleriens » satiristes que sont Swift, Pope et Gay, il offre un mélange anarchique de ballades opératiques, de commérage, de satire et de farce qui d'emblée connaît le succès. Désormais, sans délaisser quelques compositions en cinq actes, il redouble d'efforts pour plaire et se consacre à des adaptations de Molière (L'Avare, Le Médecin malgré lui), et à diverses pièces d'un burlesque satirico-comique dont la réussite, en particulier pour « Tom Pouce » (Tom Thumb) et La Tragédie des tragédies (The Tragedy of Tragedies), est triomphale. Sortant rapidement des salles, ses pièces se jouent dans la rue, pour les foires ou les fêtes, sous forme de spectacles de marionnettes ou par des troupes ambulantes, dans la capitale et au-delà.

### Une personnalité marquante à bien des égards

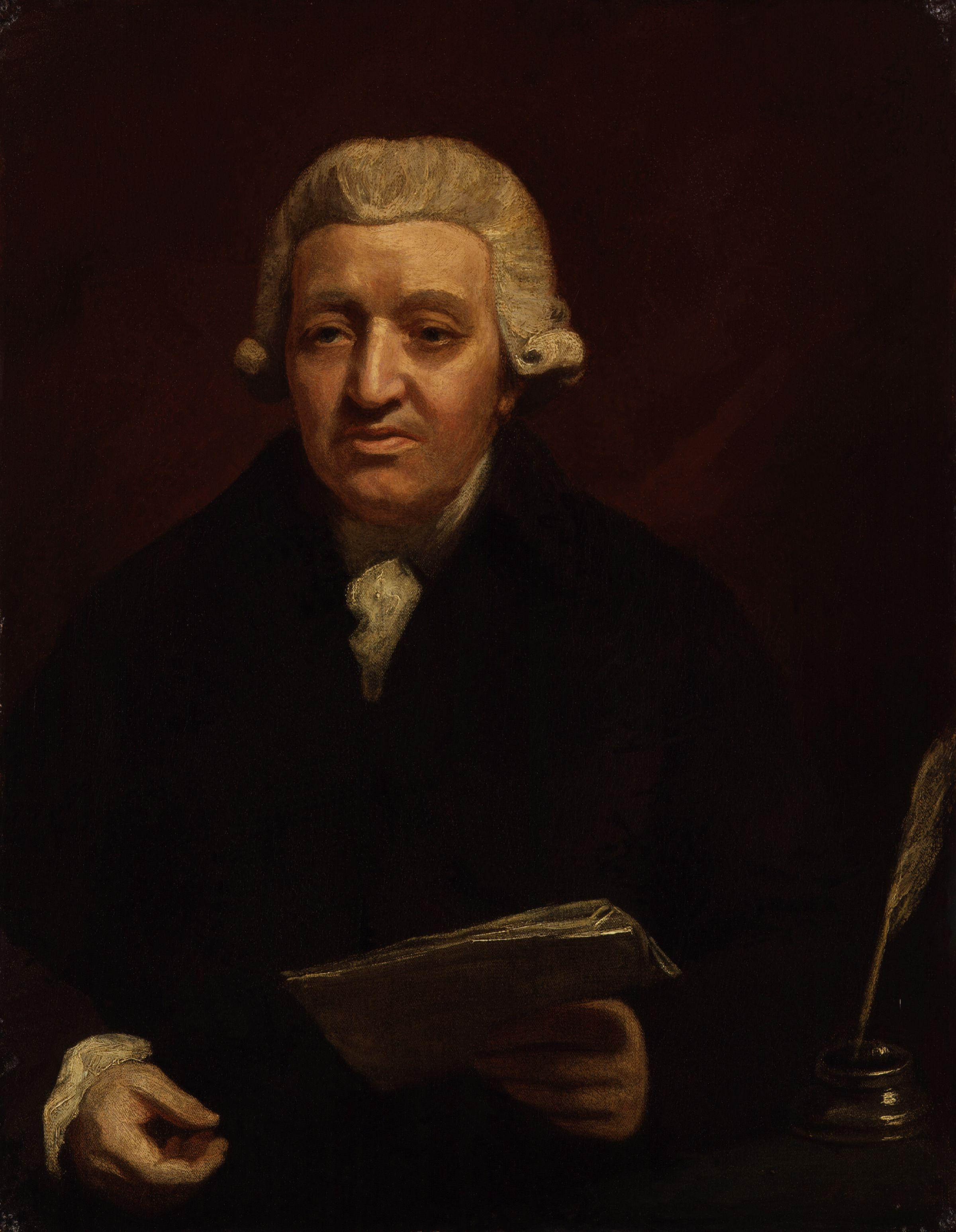
Charles Macklin (par John Opie), vers 1792.
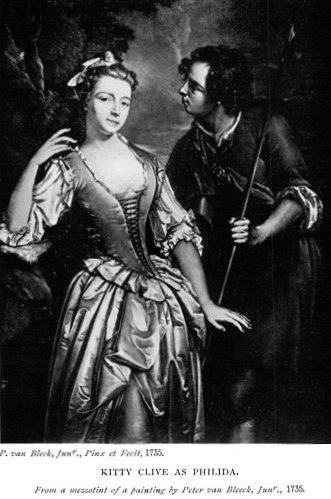
Kitty Clive dans le rôle de Philida.
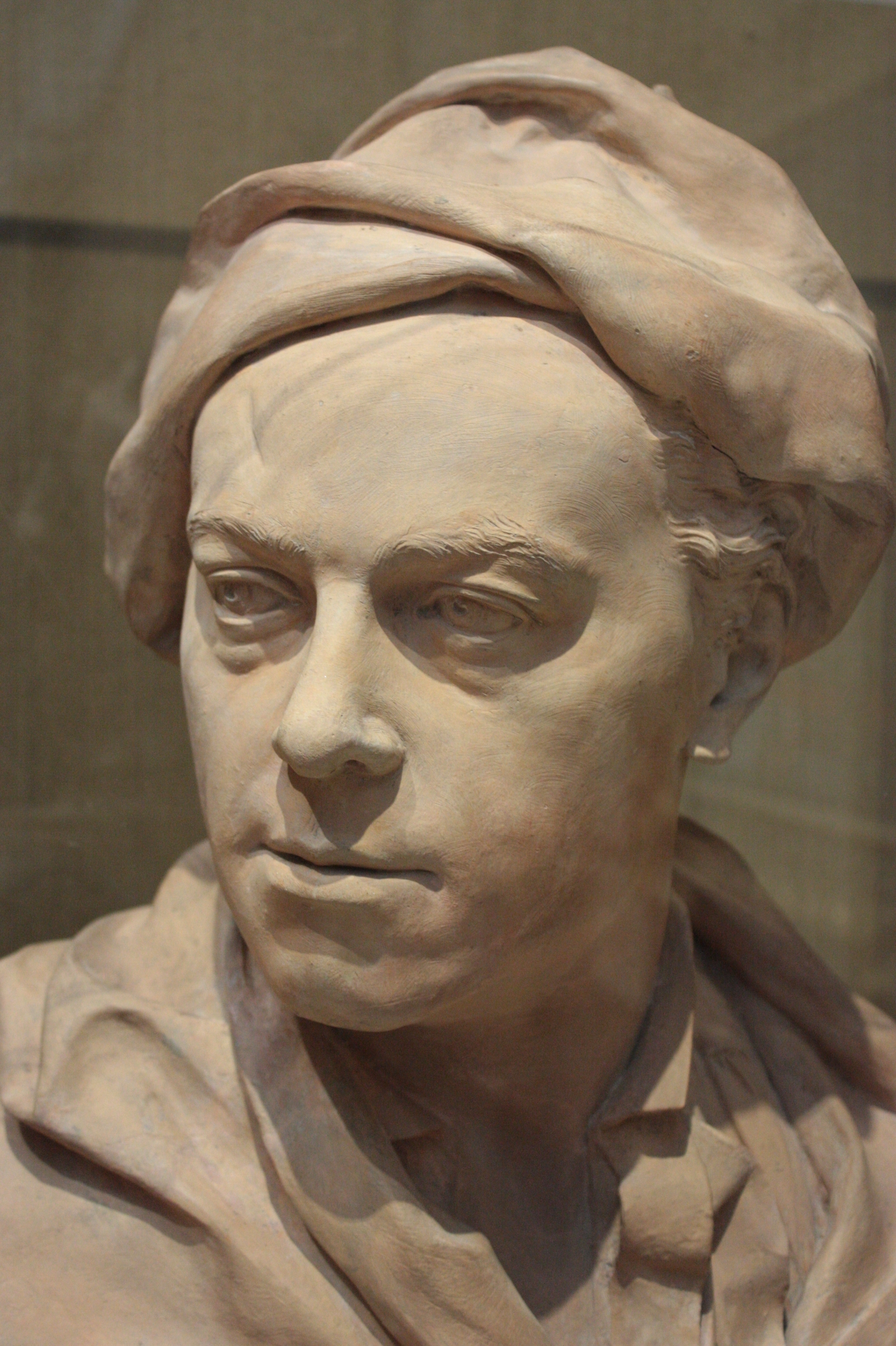
William Hogarth, par Roubliac (1741).
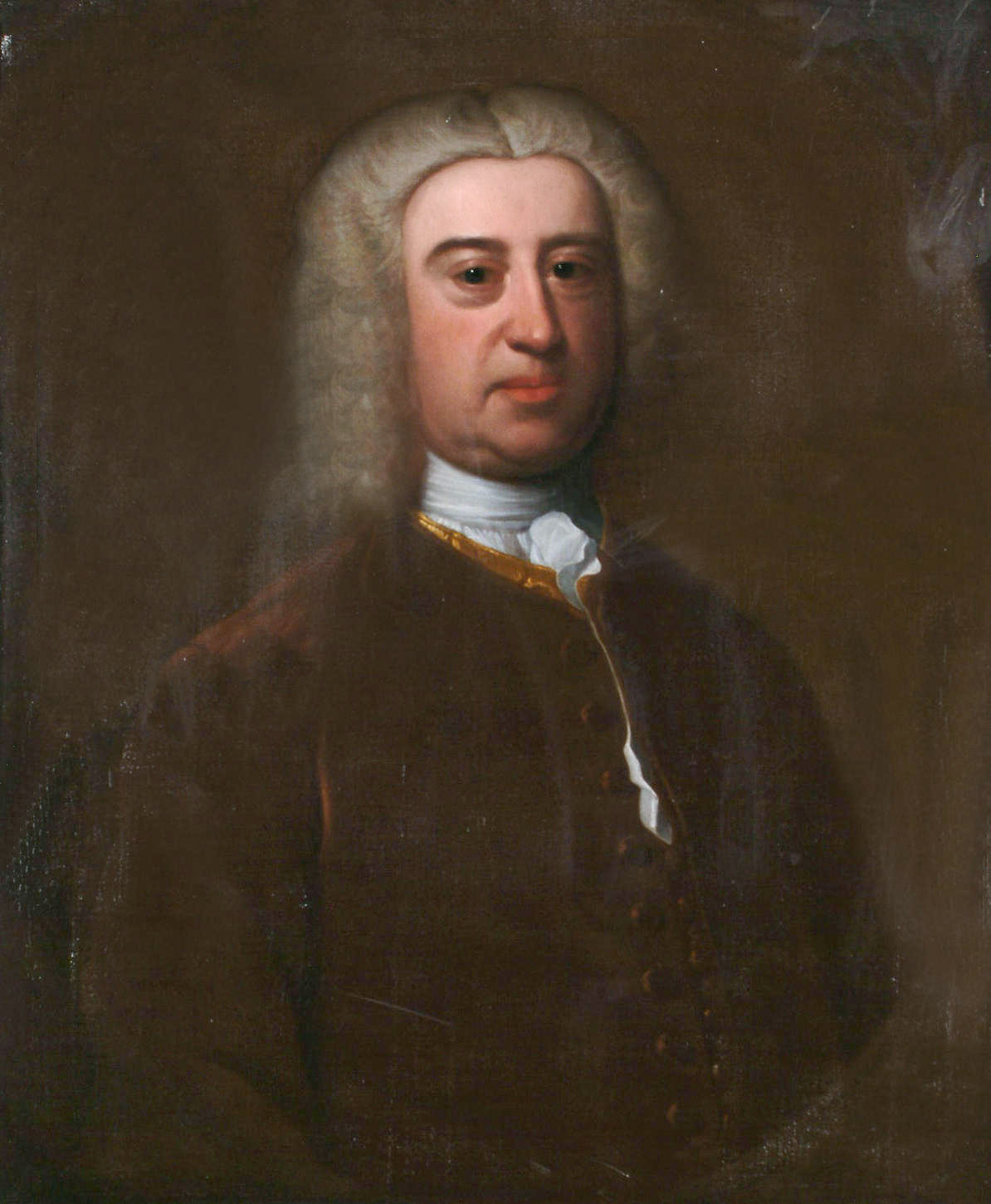
James Harris, ami et biographe (non publié) de Fielding.
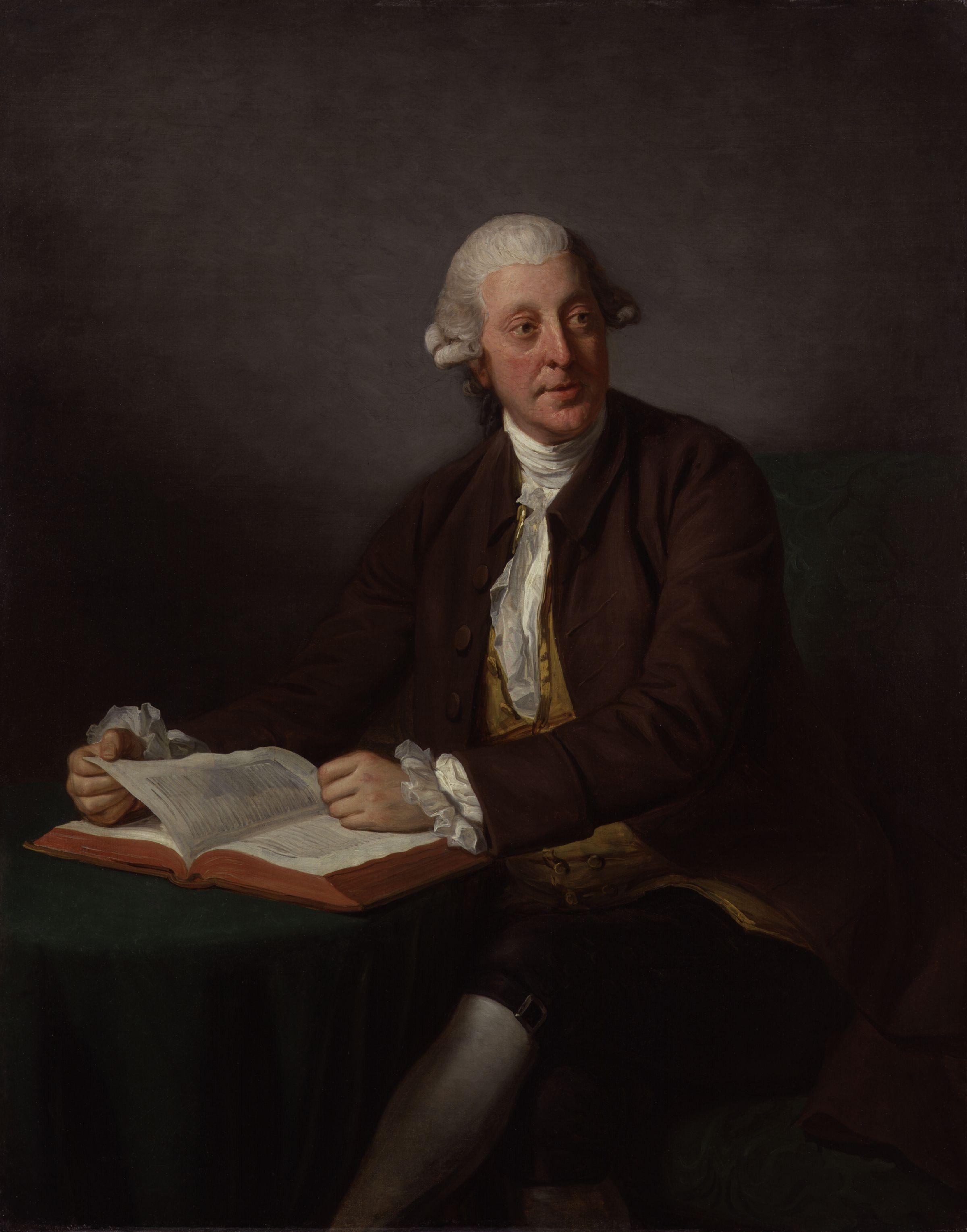
Arthur Murphy, premier biographe de Fielding, par Nathaniel Dance, futur Baronnet.

Fielding collabore au cours de ces années avec les plus célèbres acteurs, James Quinn, Kitty Clive, et avec l'écrivain d'origine américaine James Ralph et surtout le peintre William Hogarth qui, écrit-il dans Amelia, travaille « à la perfection »,. Tous les deux partagent la même conception : les beaux arts comme la littérature ont pour double mission de se préoccuper du réel et d'inculquer une leçon morale.
Sa personnalité s'impose désormais parmi les cercles intellectuels pas toujours favorablement, d'ailleurs, comme en témoigne ce commentaire rimé paru en 1750 :
| Bedaub'd o'er with Snuff, and as drunk as a Drum And mad as a march Hare Beau F. does come. He staggers, and swears he will never submit To correction of a Friend, or the Censure of Pit. | Couvert de chique et saoul comme un cochon, Fou à lier comme le lièvre de mars, voici venir le galant F. Il titube et jure ses grands dieux que jamais ne cédera à la critique d'un ami ou la censure de Pit. |

Petit épigramme méchant, mais qui montre la rapidité avec laquelle Fielding a atteint la notoriété, tant il est vrai qu'il est affligé d'une « incapacité à passer inaperçu partout où il va »,.
Aucun portrait de l'époque n'a subsisté et il faut se fier aux commentaires de ses amis. James Harris écrit dans une biographie écrite à la fin des années 1750 mais jamais publiée : « Son génie était perçant, vivant, docile, capable de sérieux comme de ridicule ; ses passions étaient véhémentes et allaient vite jusqu'à l'excès. De sa personne, il était fort, imposant, capable de gros efforts ; son visage manquait de beauté mais l'œil était pénétrant, particulièrement à chacune de ses saillies d'esprit ou de colère »,. Son premier biographe officiel, Arthur Murphy, tout en insistant sur son physique imposant et robuste, plus de six pieds, et louant son esprit, sa gaieté et sa bonne humeur, son tempérament « fait pour les réjouissances », regrette qu'il se soit « lancé sans retenue dans une carrière de dissipation »,, dissipations, précise Murphy, comprenant très vraisemblablement des escapades sexuelles.
Fielding aime trop le tabac, l'alcool et la bonne chère coutumière à son époque. Ses écrits abondent en descriptions de repas, et même l'introduction à Histoire de Tom Jones, enfant trouvé est présentée sous la forme d'une métaphore gastronomique. De plus, ce n'est pas un hasard si son plus grand succès a été une chanson écrite en 1731 sur le rôti du dimanche, The Roast Beef of Old England, que le compositeur Richard Leveridge a reprise en 1736.

## La vie conjugale
Depuis la fin des années 1720, Fielding écrit des poèmes sentimentaux à une certaine Celia de Salisbury, une beauté semble-t-il, fille de l'une des voisines de Lady Gould. Il s'agit sans doute de Charlotte Craddock qu'il épouse en 1734, non sans péripéties car les jeunes gens ont pris la fuite et ont convolé clandestinement à Charlcombe près de Bath,. C'est un amour plein de tendresse, témoignent les contemporains : plus tard Fielding écrira qu'elle est « celle qui me donne le robuste réconfort de ma vie »,,.

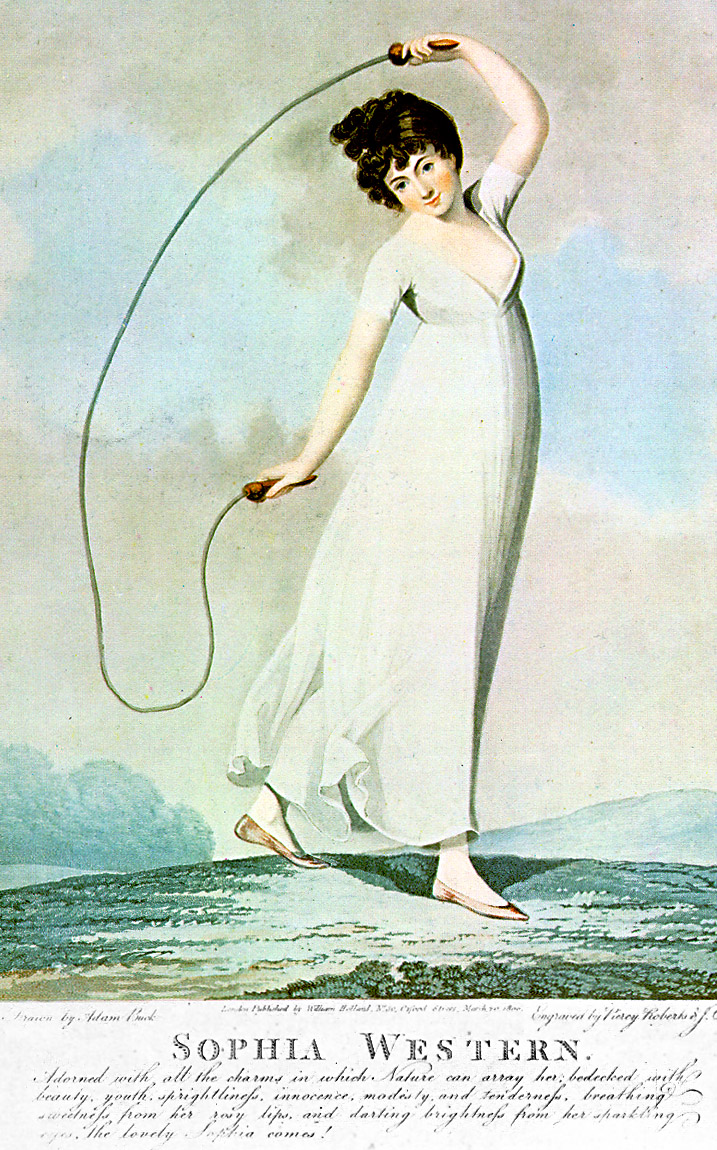
Sophia Western, vue par J.C. Stadler et Piercy Roberts, d'après Adam Buck en 1880.

L'héroïne de Tom Jones, Sophia Western, a été créée à l'image de Charlotte Craddock. Le narrateur - mais ici il laisse la parole à l'auteur - écrit à son propos : « […] par-dessus tout, elle ressemblait à celle dont l'image ne sortira jamais de mon cœur, et si tu te souviens d'elle, mon ami, tu auras alors une juste idée de Sophia »,, et au début du livre XIII, ajoute : « Prédis-moi que quelque jeune fille dont l'aïeule est encore à naître, en devinant, sous le nom supposé de Sophia, toutes les perfections de ma Charlotte, sentira un soupir de sympathie s'échapper de son sein »,. Éminemment supérieure à son homologue masculin, c'est-à-dire Tom lui-même, écrit Gordon Hall-Gerould, elle capte la sympathie et l'amour de tous par sa bonté qui atteint à des sommets esthétiques et donne l'impression que Charlotte a posé pour son mari lorsqu'il en a brossé le portrait,.
Selon Murphy, Charlotte a apporté une dot de 1 500 £, somme importante pour l'époque, encore arrondie par l'héritage de sa mère décédée en 1735. Fielding lui-même gagnait beaucoup d'argent avec ses pièces, encore que la rumeur, relayée par Murphy, veuille qu'il n'y travaillait pas beaucoup, puisqu'« il rentrait assez tard à la maison, ayant passé la soirée dans une taverne, et le lendemain matin, il présentait aux acteurs une scène gribouillée sur les papiers ayant enveloppé le tabac auquel il tenait tant »,. Qu'il ait été dépensier est évident : plus vite entraient de grosses sommes, plus vite en sortaient d'encore plus grosses, et au milieu des années 1730, lorsque le jeune couple s'installa à East Stour, de l'avis général, Fielding gaspillait la fortune de son épouse à vivre et recevoir avec la prodigalité d'un riche seigneur de campagne.
Le jour vint où le seul revenu stable se limita, outre une petite annuité versée par un oncle, aux intérêts de la part que Fielding détenait dans la ferme de son père, bientôt vendue à la majorité du dernier des enfants, Edmund, en 1738. Aucun héritage en vue, Edmund Fielding, leur père, s'étant montré incapable de garder le moindre sou, bien qu'il eût de substantiels émoluments, particulièrement pendant ses fonctions de gouverneur intérimaire de Jersey vers la fin des années 1730. Chez Henry et Charlotte, les naissances se succèdent (leur premier enfant, Charlotte, est né en 1736), et la pauvreté commence à menacer la famille.

## La vindicte de Sir Robert Walpole

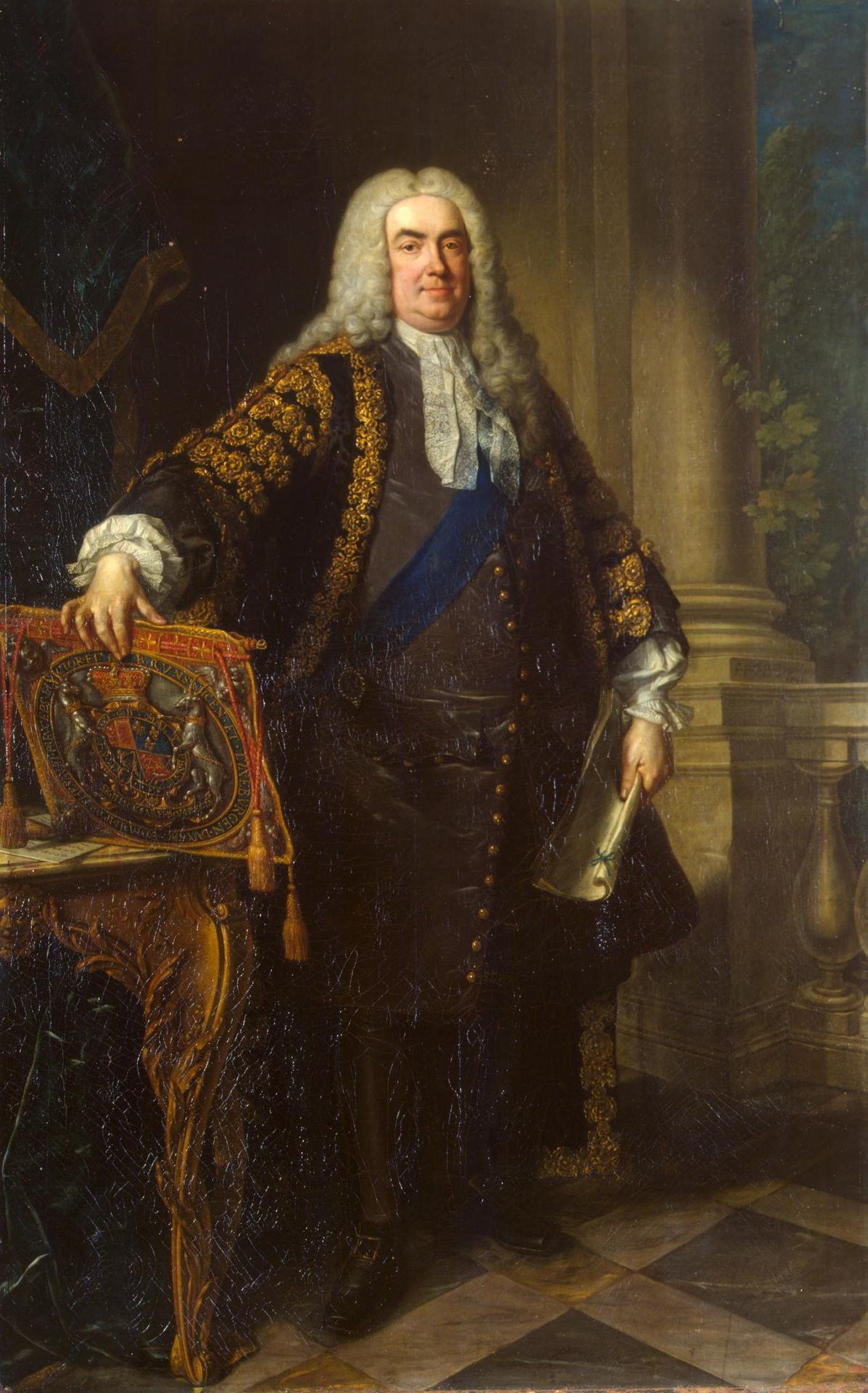
Portrait de Sir Robert Walpole, studio de Jean-Baptiste van Loo, 1740.

En 1737, le Stage Licensing Act mit fin à une carrière de dramaturge entreprise au début des années 1730. Cette réaction politique fut considérée comme ad hominem, les cibles étant principalement John Gay et surtout Henry Fielding dont les pièces comiques se voulaient en partie des satires sur les insuffisances du premier ministre, Sir Robert Walpole, en place depuis plus de vingt ans. Les relations entre les deux hommes restent troubles cependant : le Grub Street Opera de 1731 qui ridiculisait Walpole sous les traits de « Robin the Butler » (Robin le maître d'hôtel) resta dans les coulisses, résultat d'une pression gouvernementale ou arrangement privé, on ne sait. Et Fielding dédicaça sa pièce Le Mari moderne (The Modern Husband) de 1732 au premier ministre, ironie ou compliment, nouvelle énigme en tout cas tant le titre semble inapproprié pour un dignitaire en proie à de graves difficultés conjugales.
Quoi qu'il en soit, Walpole est resté la cible des sarcasmes, particulièrement dans la série des divertissements (Pasquin, The Historical Register for the Year 1736, Eurydice Hiss'd), si bien que la compagnie dont Fielding était devenu le directeur, The Great Mogul's Company of Comedians, s'est trouvée plus tard qualifiée de F–––––g's Scandal Shop (La Boutique à scandale de F-----g) par Eliza Haywood qui, pourtant, en avait fait partie. Si le premier ministre avait l'habitude d'être vilipendé par la presse et sur les planches, cette forme d'opposition s'ajoutant à beaucoup d'autres d'ordre politique, vers la fin des années 1730, il eut l'impression que son autorité vacillait et il décida de corseter la liberté des théâtres : désormais, chaque pièce devait être soumise à la censure préventive du Lord Chamberlain. Cette législation fut ressentie par beaucoup comme essentiellement dirigée contre Fielding, ce que James Harris commenta avec une pertinence laconique : « Le législateur a fait une loi pour mater une personne privée »,.
Ainsi, la carrière du dramaturge le plus populaire de Grande-Bretagne prit fin aussi brusquement qu'elle avait commencé. Ses finances rapidement à sec, il fut contraint de prendre une décision que Linda Bree qualifie de « prévisible autant qu'inéluctable » : à trente ans, il se tourne vers le droit et redevient étudiant.

## Fielding étudiant en droit, puis avocat. Ses premiers romans
James Harris rapporte que Fielding travailla « comme une bête » (like a drudge) pour assimiler le corpus des lois et de la jurisprudence, encore que, Charlotte se trouvant à nouveau à Salisbury, il menait une vraie vie d'étudiant, à ses dossiers la journée, et le soir dans les tavernes ou à des soirées bien arrosées. Sa bibliothèque juridique devient substantielle, incluant Coke upon Littleton (1481), les Comptes rendus de Coke, de John Croke (1553-1620), Institute de Wood et Pleas of the Crown de Hawkins (Hawk's PC), et ses amis racontent qu'il suit chaque été avec ponctualité le circuit ouest des assises. La famille maternelle met tout en  œuvre pour accélérer son parcours d'étudiant, si bien qu'en 1740 il obtient son diplôme de magistrat, lui permettant de débuter immédiatement une carrière d'avocat plaidant (barrister).
Commence alors une routine personnelle et professionnelle destinée à durer presque dix ans : chargé du « circuit-ouest » (Western Circuit), Fielding visite successivement les centres urbains de l'ouest de l'Angleterre, Salisbury, Winchester, Exeter, Bristol et Bath où il rencontre son ami Ralph Allen qui le reçoit bientôt dans son manoir flambant neuf de Prior Park avec d'autres célébrités du monde littéraire et de nombreux membres de la noblesse rurale. Ainsi s'accroît son cercle de connaissances et d'amis, mais sa carrière ne s'en trouve pas promue pour autant, lui rapportant à peine de quoi nourrir chichement sa famille. C'est grâce à ses activités de journaliste politique d'opposition, surtout pour The Champion qu'il a fondé et qu'il rédige de 1739 à 1742, qu'il réussit à ne pas sombrer dans la pauvreté. Son journal, comme ses pièces auparavant, s'acharne contre Walpole, travail de sape poursuivi dans des pamphlets à succès ; mais écrits pour la plupart anonymement, il n'en reste que très peu de traces. L'envie d'écrire s'affirme encore par la traduction d'une biographie du roi de Suède Charles XII et même par un bref retour à la scène avec Miss Lucy in Town (« Miss Lucy à la ville ») pour laquelle il collabore avec David Garrick.
C'est vers 1740 qu'il s'essaie à la fiction en prose. L'immense succès de Samuel Richardson avec son roman Pamela lui donne l'occasion de faire assaut d'esprit satirique dans Shamela (1741), parodie à peine déguisée, bientôt suivi par un récit plus autonome, quoique toujours parodique Joseph Andrews (1742) « à la manière de Cervantès ». Puis viennent en 1743 Jonathan Wild le Grand publié avec un recueil de poèmes, et les pièces et essais publiés dans les trois volumes des Miscellanies. Dans la préface aux Miscellanies, Fielding fait quelques confidences concernant sa vie privée : il évoque son corps perclus de goutte, la perte d'un enfant, la maladie de son épouse, les difficultés d'argent « faisant office de décorations appropriées à la situation »,.

## Décès de Charlotte et ses conséquences

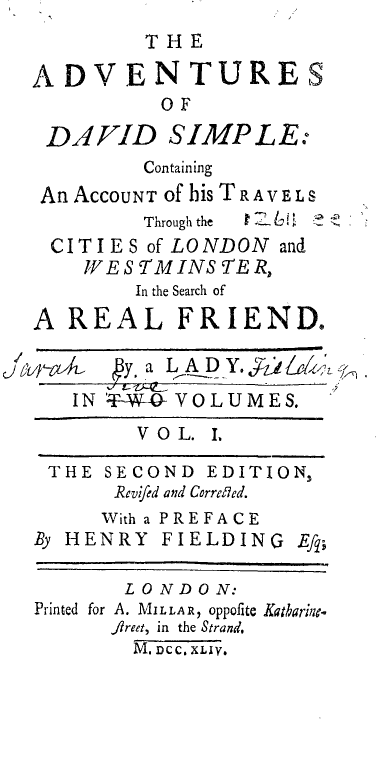
Page-titre du roman de Sarah Fielding.

Une deuxième fille était née en 1738, Harriot, mais la petite Charlotte, si chérie de ses parents, avait rendu l'âme en 1741, juste avant la naissance d'un fils, Henry. Puis, en novembre 1744, Charlotte, l'épouse chérie, décéda à son tour. Le chagrin de Fielding fut si profond que ses amis craignaient qu'il n'en perdît la raison. Ses quatre sœurs, qui résidaient à Londres, apportèrent tout le soutien possible à ce jeune veuf et ses deux petits enfants. C'est alors qu'il se rapprocha de la troisième, Sarah Fielding, elle-même romancière, qui avait publié en 1744 son premier roman, auquel il avait prêté la main, Les Aventures de David Simple, dont le thème principal est l'amitié. Dans sa courte préface, Sarah Fielding prend excuse du fait qu'elle est une femme, de plus accablée de chagrin, pour plaider l'indulgence des lecteurs, tant, dit-elle, il est peu commun qu'une femme ose pratiquer l'art de la littérature. Son deuxième opus parut en 1747, Familiar Letters between the Principal Characters in 'David Simple' and Some Others (« Correspondance privée entre les personnages principaux de David Simple et quelques autres ») : là encore, Fielding apporta son aide et rédigea une préface.

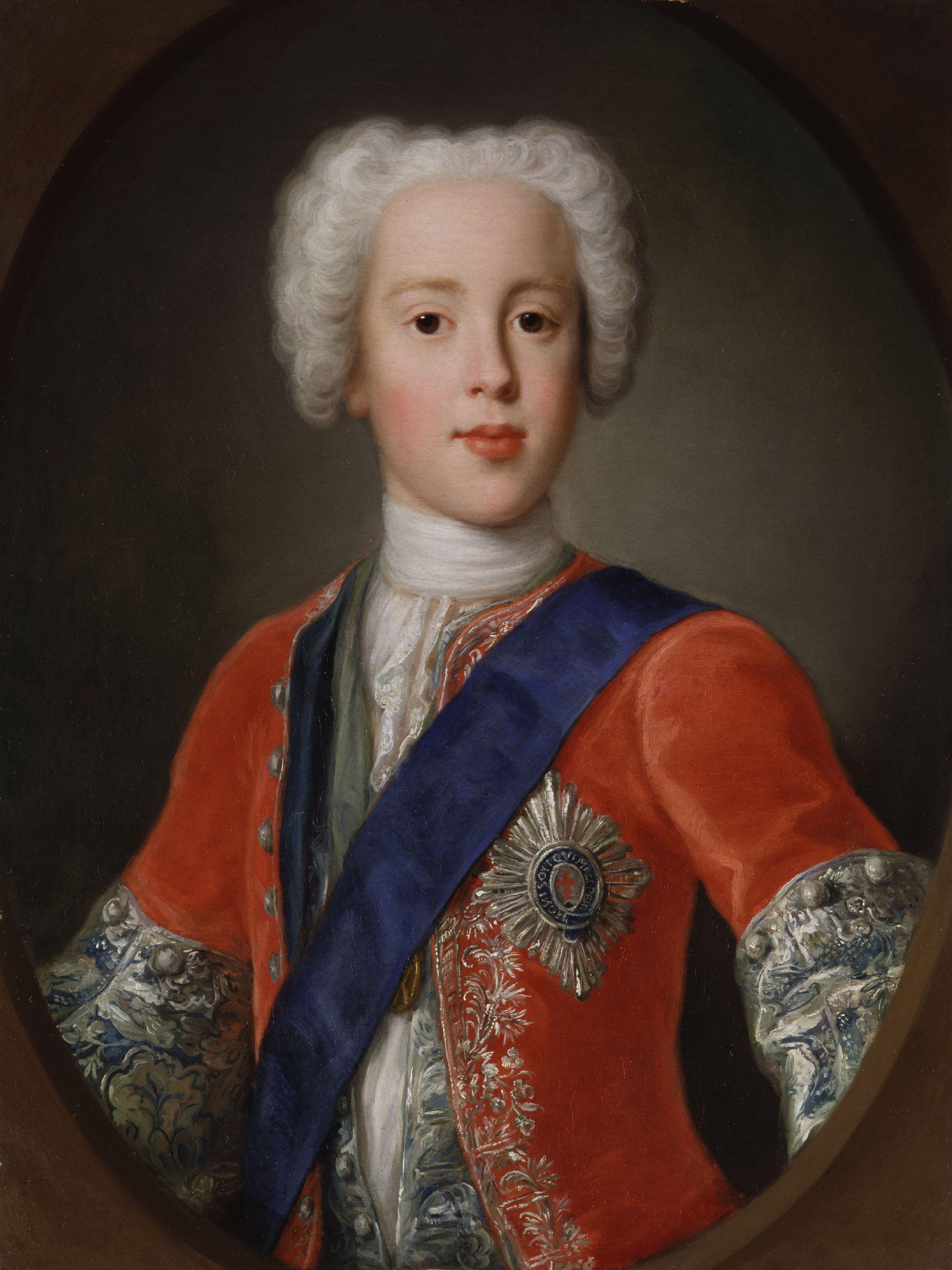
Prince Charles Edward Stuart par Antonio David. (1698–1750).

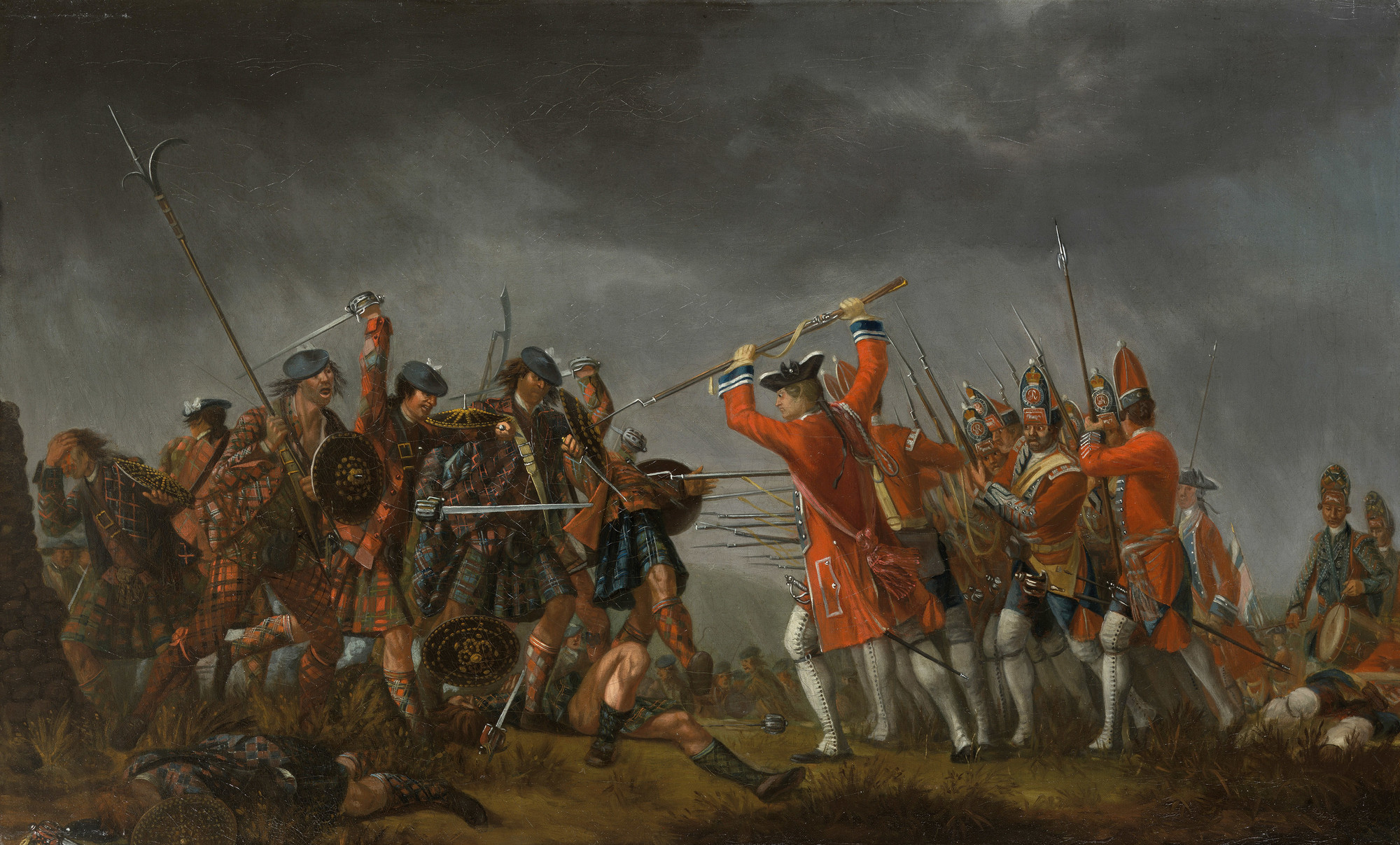
La Bataille de Culloden, par David Morier.

Pendant toute cette période douloureuse, James Harris se tient très près de son ami qui, tant bien que mal, poursuit ses activités de juge et de journaliste politique. L'époque est trouble : après deux décennies à peu près stables sous le règne des deux rois hanovriens, l'héritier de la Maison des Stuart qui avait été évincée du trône, le flamboyant Bonnie Prince Charlie, fils aîné du prince Jacques François Stuart, débarque en Écosse en 1745 pour renverser le régime en faveur de son père avec l'aide des Français. Si l'histoire a montré que sa tentative était perdue d'avance, tel n'était pas le sentiment à l'époque. Au fur et à mesure des jours, son armée recrute de nouveaux volontaires et sa marche vers le sud la conduit jusqu'au cœur des Midlands à Derby, soit à 200 miles de Londres (environ 382 km) où elle est arrêtée à la bataille de Culloden. Comme presque tous les sujets de Sa Majesté, Fielding reste loyal envers le régime et le prouve par ses écrits répétés dans The True Patriot et The Jacobite's Journal (dont le poids s'avérait si important que le gouvernement en achetait 2000 exemplaires à chaque parution), deux publications consacrées aux arts et aux débats intellectuels, avec un fort penchant pour les autorités en place. Robert Walpole, avec lequel Fielding avait fait une sorte de paix au début des années 1740 avec le pamphlet The Opposition, était mort en 1745 après s'être enfin retiré, et nombre d'amis de Fielding étaient aux commandes de l'État.
En novembre 1747, Fielding épouse en secondes noces Mary Daniel, ancienne première femme de chambre de Charlotte et nourrice de leurs enfants, déjà enceinte de six mois et qui lui donnera cinq enfants pendant les six années de leur union. Il l'évoqua plus tard avec affection,, mais le mariage fit scandale. Horace Walpole, le plus jeune fils de l'ancien premier ministre, réputé pour aimer les commérages et assez mal disposé envers le pourfendeur de son père, fit circuler un méchant petit épigramme : « Fielding, entendant Lyttleton loué pour sa vertu, sursauta, puis se frappa la poitrine en s'écriant : - Vous parlez de vertu ? En voilà une ! J'ai épousé ma putain hier. En effet, Lyttleton l'y avait obligé »,.
Pour augmenter ses revenus, Fielding prend la direction d'un spectacle de marionnettes à vocation satirique, mais vers 1748, Lyttleton lui vient en aide et il est nommé juge de paix, d'abord pour Westminster, ensuite pour le Middlesex. L'année suivante paraît son chef-d'œuvre, Histoire de Tom Jones, enfant trouvé, qu'il avait commencé au milieu des années 1740, dédicacé avec moult compliments à son vieil ami d'Eton.

## Le juge de paix

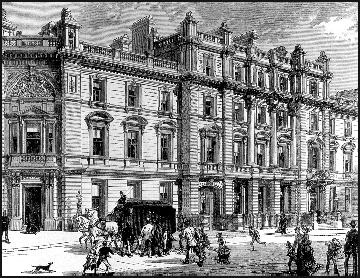
Magistrates' Court de Bow Street au XIXe siècle.

Fielding est nommé juge de paix en octobre 1748.
Dans le petit monde de l'Intelligentsia londonienne, Fielding est resté un personnage important, non sans ennemis qui se jettent sur l'occasion pour l'accabler, d'autant que Tom Jones connaît un succès sans précédent. Le jeune Tobias Smollett (1721–1771), en particulier, déverse un torrent de critiques venimeuses dans son roman Peregrine Pickle (1751), où il écrit que  « si Mr Spondy, le poète, fait preuve d'assez d'humilité envers son idiot de mécène, Sir Gosling Scrag, lorsqu'il sera enclin à convoler avec sa garce de cuisinière, son distingué protecteur condescendra peut-être à conduire la future mariée à l'autel et à l'installer en son âge avancé à un poste de marchand de justice à Westminster »,. Les allusions sont transparentes : le poète, c'est Fielding, la garce de cuisinière, Mary Daniel et Sir Gosling Scrag, le mécène protecteur, Lyttleton.

### Les activités de magistrat
Les juges de paix sont alors responsables non seulement de faire prévaloir le droit et la loi, mais aussi d'enquêter sur les actes de délinquance et de veiller à l'ordre public. Fiellding occupe donc un poste important, d'autant qu'il couvre deux districts pratiquement adjacents. Pourtant, ces charges passent alors pour ingrates, « attirant la vindicte de la populace et se prêtant à nombre d'interprétations injurieuses »,. De fait, la fonction restant quasi bénévole, la seule rémunération possible provient de pots-de-vin pudiquement appelés « émoluments divers » (fees of various kinds), ce qui attise la convoitise et la suspicion. Certains bénéficiaires se sont en effet considérablement enrichis à ce « commerce », pour reprendre l'insinuation de Smollett, en particulier le prédécesseur immédiat de Fielding, le colonel Sir Thomas de Veil (1684-1746). Il s'avérera que l'attaque de Smollett était totalement injuste : Fielding a toujours refusé la moindre forme de corruption et s'est consacré à sa tâche avec honnêteté et talent,.
Ses activités de magistrat le conduisent à traiter surtout des délits commis sur la voie publique, vol à la tire ou à l'étalage, violences envers le guet, cambriolages, cas de blasphèmes, de libre-pensée, de jacobitisme, de prostitution, de jeux d'argent, de théâtre de rue à la sauvette et de diffamation ; très astreignante aussi sa lutte contre l'alcoolisme : il y a huit débits de gin dans sa rue, « un toutes les quatre maisons » (one every four houses), écrit-il. Son rôle n'est pas toujours apprécié : on l'a décrit comme un magistrat hypocrite, obèse et grincheux, obséquieux envers les riches et dur aux pauvres, tonnant contre les vices dans lesquels il s'était lui-même vautré,.

### Propositions de réformes

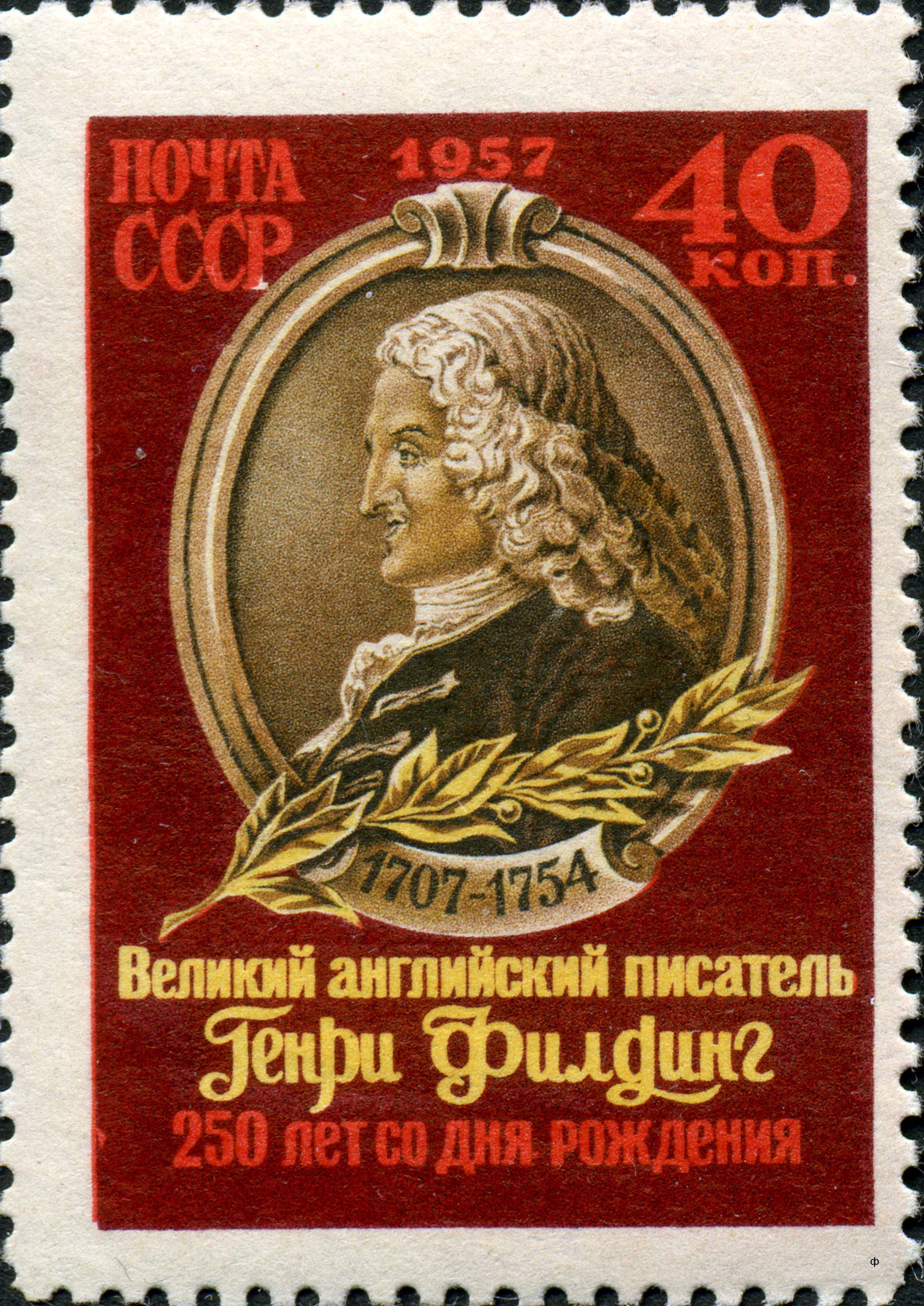
Timbre commémoratif de Henry Fielding, URSS, 1957.

Fielding s'intéresse aussi aux institutions de la nation avec l'objectif d'en extirper la corruption, si bien qu'il devient « le censeur de son temps », le « champion » et le « vrai patriote » de la Grande-Bretagne. Horrifié par la vindicte de la populace lors de la pendaison à Tyburn de Jonathan Wild, il propose que les exécutions se fassent dès la sentence prononcée lors d'un ajournement de quatre jours de la session de l'Old Bailey, sur l'esplanade du tribunal et en présence des juges. Ses deux essais critiques sur le système, An Enquiry into the Causes of the Late Increase of Robbers and Related Writings (1751) et A Proposal for Making an Effectual Provision for the Poor (1753) préconisent la mise en œuvre de centres spécialisés (Reformaries) où les personnes sans emploi et indigentes seraient orientées vers de nouvelles activités et les récidivistes emprisonnés. De plus, il demande que les fonds alloués à l'aide à la pauvreté ne soient plus laissés au soin des paroisses mais groupés au niveau du comté, ce qui aurait pour avantage de rendre ces secours plus impersonnels et de soustraire les récipiendaires aux stigmates et l'ostracisme lié à leur condition d'assistés. Il est d'avis que la force de la loi doit être exercée en parallèle avec un effort d'instruction et de formation, et cet intérêt porté aux plus basses classes de la société lui vaut aux siècles suivants l'appréciation des milieux marxistes, si bien qu'en 1957, l'URSS grave un timbre de 40 roubles à son effigie.
Toutes ces innovations auraient sans doute permis de modifier le climat social de l'époque si le gouvernement n'était tombé avant qu'elles ne soient mises en œuvre.

### Constitution d'une force de police

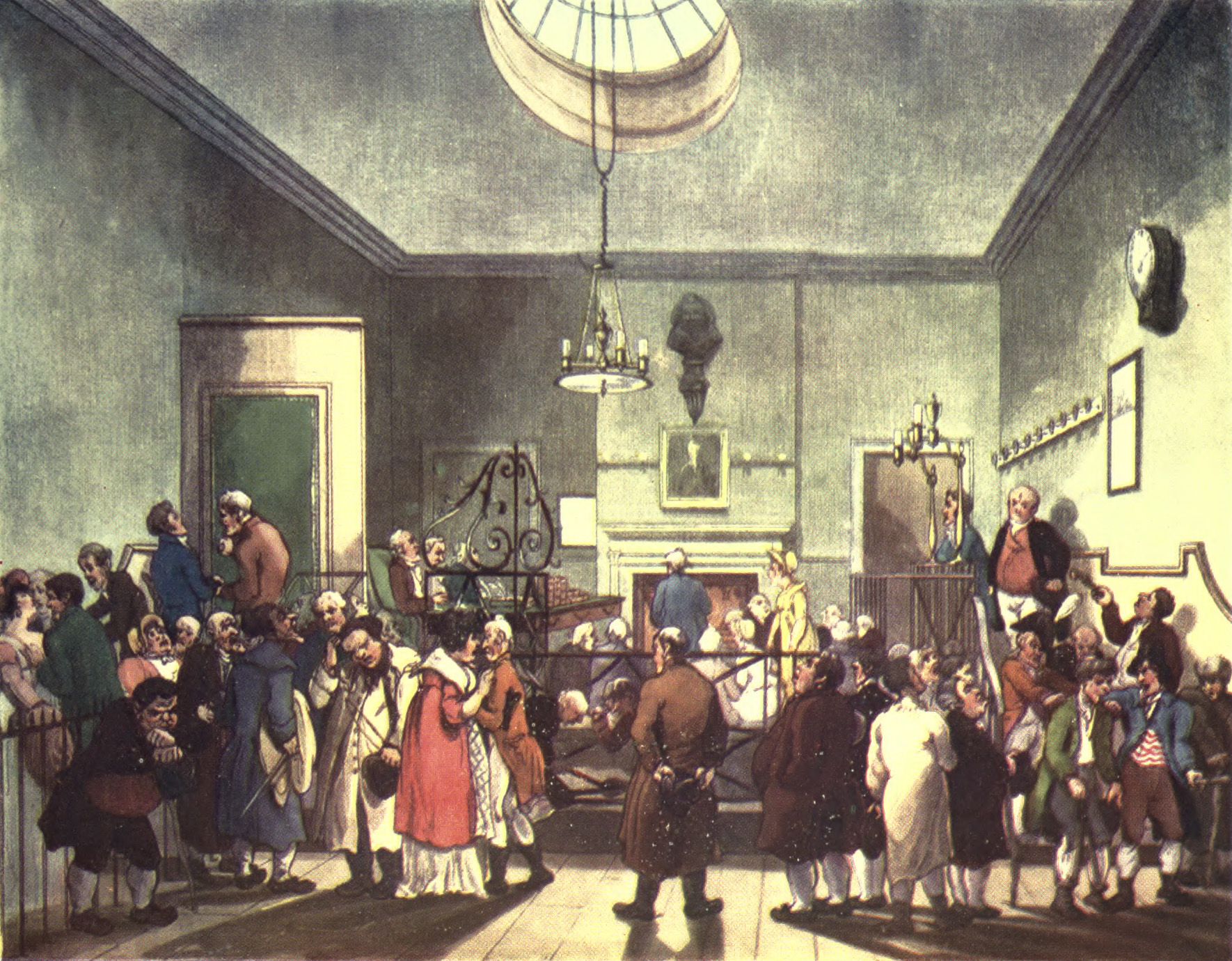
Le tribunal du 4 Bow Street (par Rowlandson et Pugin, 1808).

Quoi qu'il en soit, Fielding est l'auteur d'un plan original pour constituer une force de police efficace destinée à prévenir le crime et appréhender ses auteurs. Il commence par augmenter le salaire de nuit des agents de la paix, le portant à 18 pence, et songe à doubler celui des policiers. Ce nouvel agent sera armé et porteur de clochettes attachées au bras pour faire sonner l'alarme. Sa mission est de surveiller la rue, les auberges, les bars à bière, les boutiques de spiritueux, les salles de jeux, les maisons de tolérance, les prostituées et leurs clients, les fauteurs de trouble, les ivrognes et musiciens, les chanteurs de ballades et tous ceux qui, par leur attitude, éveillent le soupçon.
Ainsi, avec l'aide de trois collaborateurs compétents, son demi-frère John, qui lui succédera, son bras droit Saunders Welch, ancien épicier élu High Constable de Holborn, et son secrétaire Joshua Brogden, il réunit une unité de huit policiers intègres, bientôt connus comme « les hommes de Mr Fielding » (Mr Fielding's men), puis « les coureurs de Bow Street » (Bow Street runners), embryon désormais salarié de la future Metropolitan Police. L'efficacité de leur action ne tarde pas à se faire sentir : chute de la délinquance, rendu plus serein, et surtout moins partial, de la justice. Pour faire connaître son action, effrayer les délinquants et informer les honnêtes gens, Fielding se sert de toutes les occasions s'offrant à lui : dès décembre 1748, deux mois après avoir prêté serment, il dresse le bilan de ses résultats, et jusqu'à la fin de son action, il n'aura de cesse de s'exprimer dans la presse, posant des questions très spécialisées, démontant des alibis, fournissant des preuves, parfois adressant aux lecteurs de véritables cours de droit. À partir du début de 1752, il utilise les colonnes de son propre journal, The Covent-Garden Journal, où il expose souvent les résultats que ses hommes et lui ont obtenus dans la métropole londonienne. Tout au long de ses activités de police judiciaire, Fielding se montre fier de ses hommes et très près de leurs soucis : une blessure, et il leur apporte son soutien ; il les accueille lors de leurs retours triomphaux parmi des foules hurlant leur joie, exhibant les trophées de la nuit, prisonniers, tables de jeu brisées. À la fin de sa carrière, il a réussi, après une brillante campagne qu'il a lui-même conçue et dirigée, à chasser les bandes des rues de Londres. À ce titre, ses contemporains et la postérité l'ont reconnu comme un magistrat ayant fait date dans l'histoire judiciaire de la Grande-Bretagne.
Cela dit, le jugement de Fielding, à l'image de celui de son Squire Allworthy dans Tom Jones, n'est pas infaillible, comme en témoignent certaines affaires retentissantes auxquelles il s'est trouvé mêlé.

### Affaires retentissantes
Au cours de sa carrière de magistrat, Fielding fut mêlé de diverses façons à des affaires retentissantes, en particulier celles de Bosavern Penlez et d'Elizabeth Canning où il joua un rôle déterminant, mais contesté.

#### Affaire Bosavern Penlez

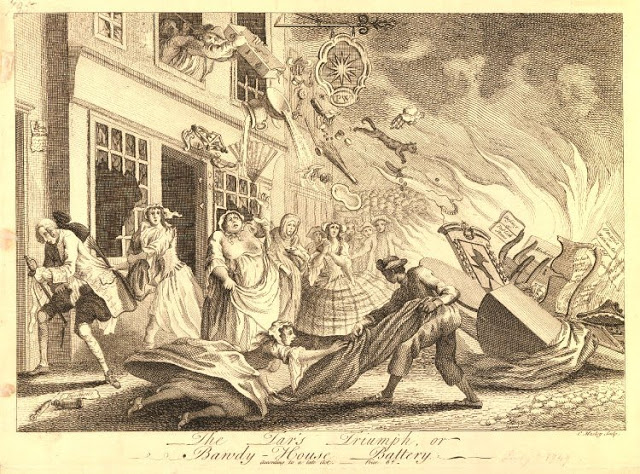
Les marins en colère mettent le bordel à sac, par Charles Mosley (1749).

À la suite d'une émeute du 1er et 2 juillet 1749, Fielding s'est vu confronté à une situation ayant entraîné de graves conséquences. Trois marins en ribaude furent victimes de vols dans un bordel et, devant le refus du propriétaire de les indemniser, ils ameutèrent leurs camarades et l'endroit fut mis à sac et incendié. Pendant les jours qui suivirent, une foule incontrôlée parcourut les rues en menaçant de détruire toutes les maisons de tolérance et autres édifices adjacents.
Fielding, d'abord absent de la capitale, prit l'affaire en main dès son retour et, après avoir donné ses ordres à ses subordonnés, requit  la force armée pour réprimer les troubles sans l'autorisation formelle des autorités. Parmi les nombreux manifestants et pillards arrêtés se trouvait un jeune perruquier du nom de Bosavern Penlez (ou Penley), ivre et en possession de tissus pour femmes fourrés sous sa chemise. Fielding ordonna son procès, que présida un autre magistrat qui rendit un verdict de culpabililé au regard du Riot Act (Loi sur les émeutes). Dès que le public apprit que le jeune homme, simple suiveur et en aucune façon un émeutier, avait été condamné à mort le 14 septembre 1749, commença une campagne de protestation demandant que sa peine fût suspendue et commuée ; des pétitions furent lancées, émanant de résidents des quartiers concernés, en particulier The Strand, pour implorer la clémence. En vain. Penlez fut pendu le 28 octobre en compagnie de quatorze autres condamnés à Tyburn devant des centaines de curieux le 18 octobre 1749.
Fielding devint la cible de critiques acerbes et la polémique s'est poursuivie au fil des siècles, s'intensifiant même chez les historiens d'obédience marxistes tels que Peter Linebaugh. John Cleland, l'auteur de Fanny Hill, prit parti pour le supplicié, son The Case of the Unfortunate Bosavern Penlez (« Le cas du malheureux Bosavern Penlez ») dénonçant l'horreur du « sang d'un jeune homme versé pour l'exemple […] tant de sévérité dépassant de loin la culpabilité reconnue et ne servant qu'à confondre et détruire les notions de bien et de mal »,. Fielding lui-même, qui avait fermement plaidé pour la sévérité, fit paraître un pamphlet sur l'affaire A true State of the Case of Bosavern Penley, who suffered on account of the late Riot in the Strand, où il justifie son action en accord avec les lois du pays alors régi par ce qui a été qualifié de Bloody Code (« Code sanglant »).
Bosavern Penlez est vite devenu une légende : des poèmes ont été écrits sur lui, avertissant le lecteur des risques encourus en cas de mauvaise conduite ou chantant son martyre : l'un d'eux se termine par ces vers : « Basavern Penlez fut pendu pour que les bordels ne soient pas vandalisés par une horde de marins en colère »,.

#### Affaire Elizabeth Canning

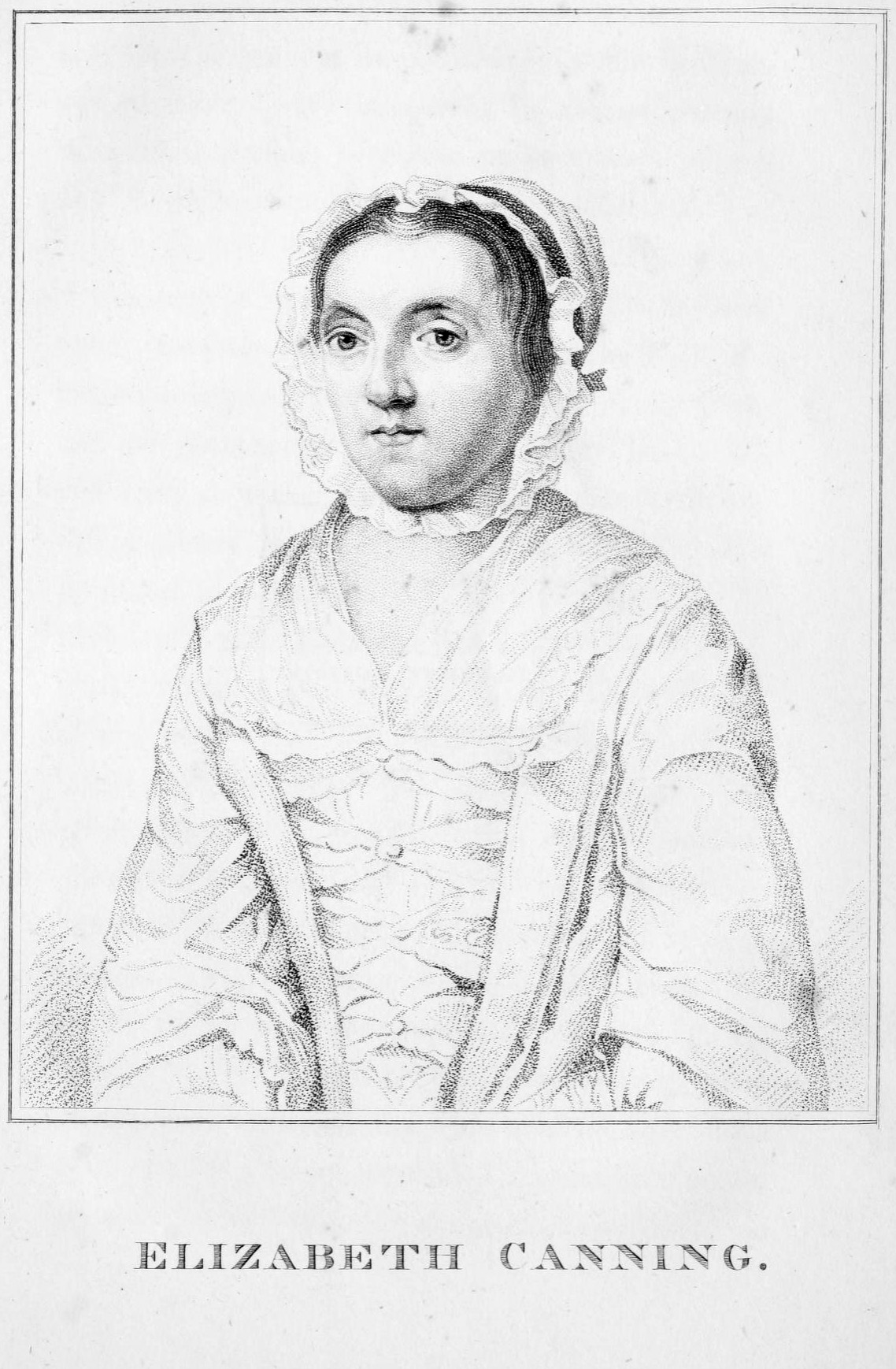
Elizabeth Canning, vers 1820.

Elizabeth Canning (1734-1773), servante anglaise de dix-huit ans, disparaît le 1er janvier 1753 pendant presque un mois. Lorsqu'elle revient chez sa mère dans la Cité de Londres, elle est amaigrie et dans un « état déplorable ». Le conseiller municipal émet alors un mandat d'arrêt contre Susannah Wells, propriétaire de la maison dans laquelle Elizabeth Canning a été séquestrée. Elizabeth identifie Mary Squires comme l'un de ses ravisseurs. D'autres arrestations suivent et plusieurs dépositions sont enregistrées. Susannah Wells et Mary Squires sont déclarées coupables ; Mary Squires est inculpée de vol, crime passible de la peine de mort.
Au cours de cette affaire et de ses multiples rebondissements, Henry Fielding, juge de paix requis et connu pour l'intérêt « volcanique » qu'il porte aux affaires criminelles, prend aussitôt le témoignage sous serment d'Elizabeth. Si par principe, il ne croit guère aux dires des servantes, celle-ci l'impressionne par sa modestie et ses bonnes manières. Il adresse donc un avertissement aux Wells et fait interpeller Virtue Hall (fille de Mary Squires) et une locataire, Judith Natus, les Squires ayant pris la fuite. Bien qu'il se dise fier de son équité en matière de rendu de justice, Fielding interroge Virtue Hall avec rudesse et exerce même sur elle une sorte de chantage à la peur. Les témoignages de Virtue Hall et d'Elizabeth Canning se recoupant, Fielding se préoccupe alors de Judith Natus, puis auditionne Mary Squires, Susannah Wells et les autres protagonistes de l'affaire. Croyant en avoir terminé, il quitte Londres, pour y revenir après une courte période, et c'est alors qu'il apprend que plusieurs noble lords ont tenté de le joindre. En fait, l'affaire a basculé : de nouveaux témoignages, des confrontations exonèreraient les coupables présumés. En particulier, le témoignage de Virtue Hall est contesté : intimidée lorsqu'elle paraissait devant Fielding, elle aurait été poussée par l'insistance du magistrat, à dire ce qu'il voulait entendre. Du coup, c'est Elizabeth qui se retrouve sur le banc des accusés, soupçonnée de parjure par le juge de première instance et lord-maire de Londres Crisp Gascoyne, persuadé que le verdict est infondé.

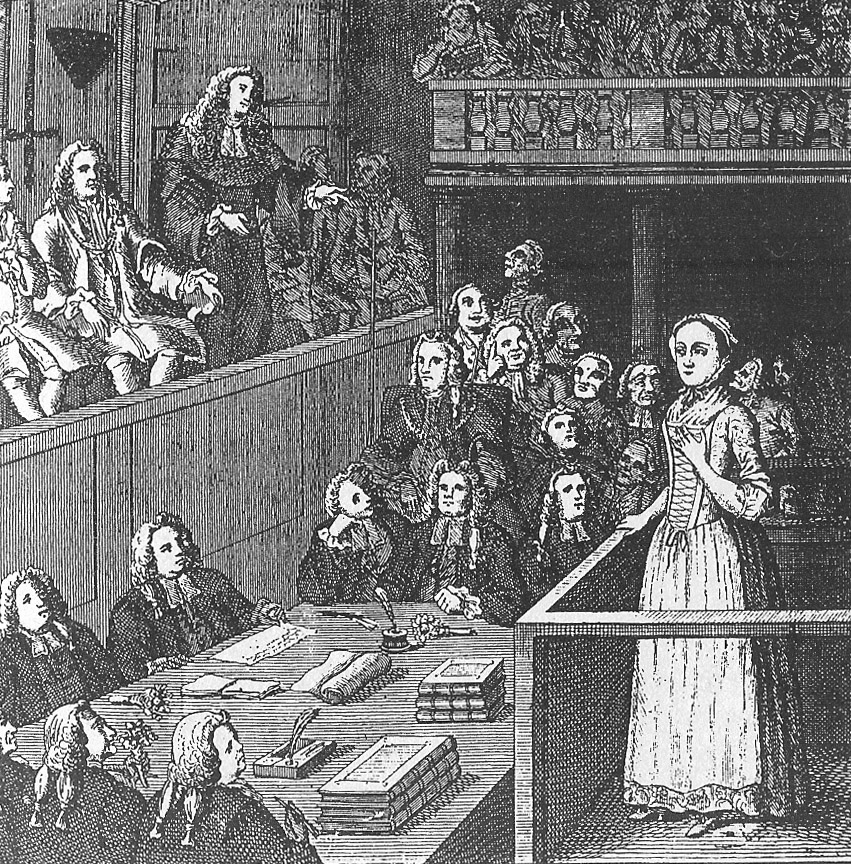
Dessin d'époque montrant Elizabeth Canning lors de son procès.

Fielding se voit mis à mal par la presse, en particulier The London Daily Advertiser. Il réagit en faisant amener Elizabeth Canning chez lui à Bow Street pour obtenir d'elle la vérité. Satisfait de sa version des faits, il rédige sur le champ Déclaration éclairée de l'affaire Elizabeth Canning dans laquelle il loue la vertu de la jeune fille et attaque ses détracteurs. La réplique ne se fait pas attendre, John Hill ridiculise ce pamphlet en des termes virulents. À ce stade des polémiques, Fielding cesse de prendre part aux débats Finalement, Elizabeth Canning sera condamnée à un mois de prison et à sept années de déportation pénale en Amérique britannique. Embarquée sur le Tryal, puis devant les menaces de l'équipage, sur le Myrtilla, elle arrive au Connecticut où elle est prise en charge par certains de ses partisans. Elle s'y mariera, aura des enfants et décédera subitement en juin 1773.
Fielding, qui s'est personnellement impliqué en prenant parti pour la jeune servante, a conclu ses investigations par cette phrase : « concernant ce cas, [il s'agit] d'une des plus humbles filles que j'aie jamais rencontrées ; qu'elle ait été vicieuse s'est avéré trop dur pour moi, car je reste convaincu qu'Elizabeth Canning est une pauvre, honnête, simple et innocente jeune fille »,.
En dépit de ces deux malheureuses affaires, il existe un consensus sur le fait que l'action de Fielding en tant que magistrat a dans l'ensemble été bénéfique aussi bien dans l'application de la juridiction que dans l'instauration de réformes fondamentales.

## Les dernières années
Jusqu'à sa mort, Fielding s'est efforcé de renflouer ses finances. En 1749, il créa avec son frère le Universal Register Office, à la fois bureau de recrutement, agence immobilière, magasin d'antiquités et organisme de conseil en placement, qui trouva sa place au sein de l'éphémère Covent-Garden Journal. L'aventure de ce magazine, véhicule de ses idées, défense de son roman Amelia (1751), qui parut pendant la plus grande partie de l'année 1752, trouva une fin mélancolique lorsque, malade, lassé et soucieux de paix, Fielding annonça dans le numéro 72 :
« I shall here lay down a paper which I have neither inclination nor leisure to carry on any longer. »
« Et j'arrête ici un journal que je n'ai plus le cœur ni le temps de poursuivre plus longtemps. »

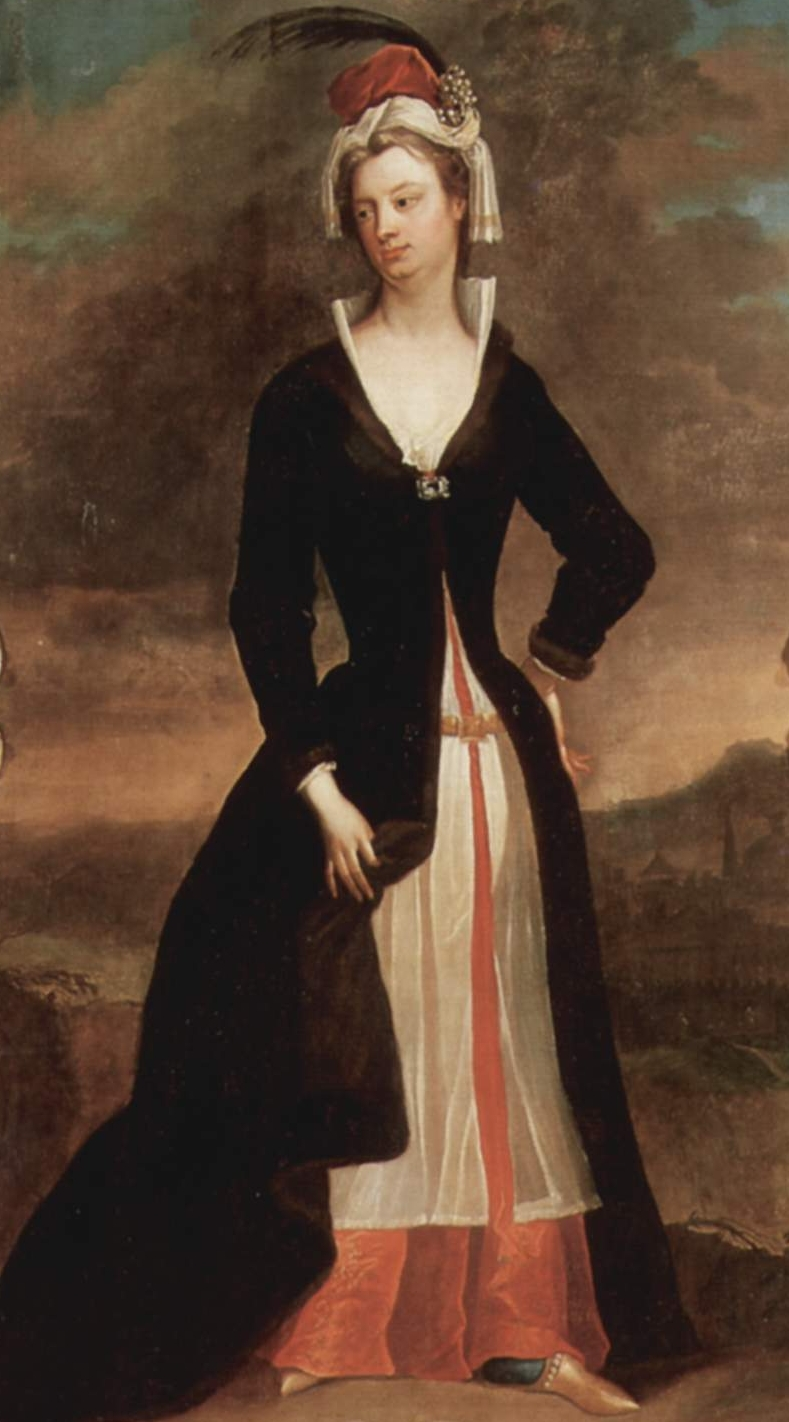
Lady Wortley Montagu, après 1716, par Charles Jervas.

Lorsque Smollett raille son âge avancé, Fielding n'a que quarante-trois ans, mais, absorbé par ses tâches professionnelles qui le mettent en contact avec les quartiers les plus insalubres de la ville, en deuil de deux enfants et de trois sœurs, victime de sa légendaire gourmandise (il ne pouvait résister à un pâté de perdrix et buvait bien trop de sherry) et affligé de goutte, d'asthme, de jaunisse et d'œdèmes invalidants, le ventre démesurément gonflé, quasi-impotent, sa santé s'est délabrée, minée depuis longtemps par des excès qu'il regrette amèrement (a melancholy repentant for the free indulgencies of youth). Vers 1753, il est à peine capable de travailler et au début de 1754, après l'un des plus rudes hivers que le pays ait connu de mémoire d'homme, il décide avec l'accord de son médecin de partir au soleil. Aix-en-Provence est d'abord envisagé, mais le voyage par voie de terre paraissant incompatible avec son état, il choisit la route maritime.
Le 26 juin 1754, après avoir douloureusement transmis sa charge à son frère John, il s'embarque pour Lisbonne, accompagné de sa femme, d'une fille et de Margaret Collier, amie de la famille. Il a besoin, pour monter à bord, d'un fauteuil hissé avec des cordes sur poulies. La traversée est longue, car le commandant, soucieux de faire le plein de passagers et de fret, attend plus d'une semaine avant de lever l'ancre, puis longe la Tamise et les côtes sud de l'Angleterre à faible allure ; plusieurs fois, le bateau s'immobilise encalminé, mais lorsqu'il s'engage dans l'Atlantique, les vagues et les embruns sont tels que Fielding et le commandant se voient plaqués au sol alors qu'ils s'emploient à avaler un bol de soupe. Fielding doit subir des ponctions régulières pour retirer les litres de liquide distendant son corps maintenant émacié. Sa seule distraction aura été son journal et la réalisation d'un portrait humoristique du commandant et de son épouse. Arrivé à Lisbonne qu'après les premiers éblouissements de l'été, il trouve sordide et malsaine, Fielding n'a plus de forces, et là s'achève deux mois plus tard la vie de celui que Walter Scott a appelé le « père du roman anglais » (the father of the English Novel). Il meurt en effet le 14 octobre 1754, vraisemblablement atteint d'un cancer du péritoine, et repose dans le cimetière anglais (Cemitério Inglês), juste derrière le jardin très fréquenté d’Estrela, du côté de la rue de São Jorge. Son dernier ouvrage, Le Journal d'un voyage de Londres à Lisbonne, chronique d'une ironie poignante racontant ce cauchemar pratiquement au jour le jour, parait en 1755 à titre posthume. Outre les aléas de la traversée qui confèrent au Journal un caractère anecdotique, Fielding y formule à l'adresse du lecteur des recommandations politiques et morales auxquelles se mêlent de nombreux passages héroï-comiques témoignant de la virtuosité ironique intacte de l'auteur.

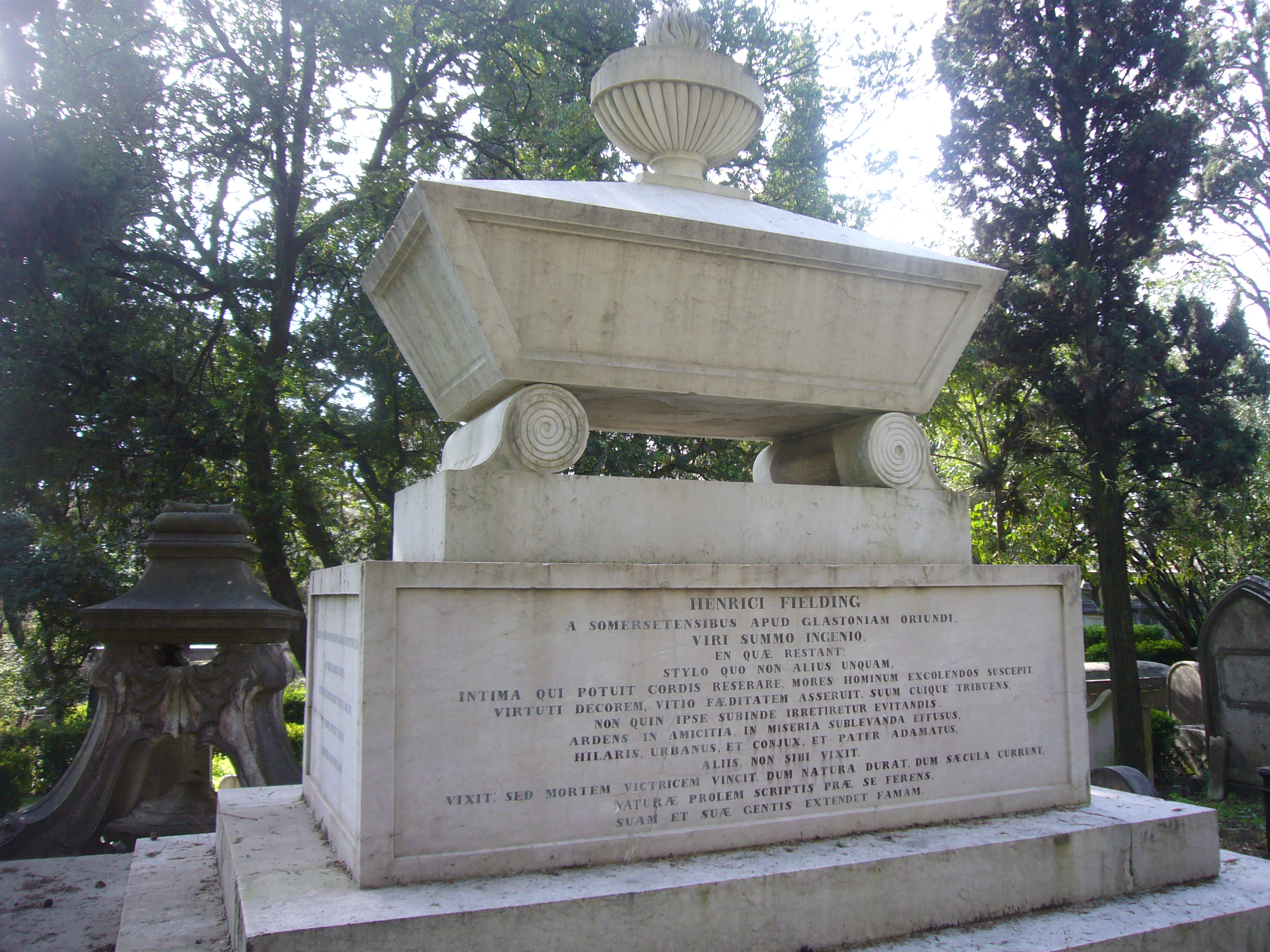
Tombe de Henry Fielding dans le cimetière de St. George's Church, Lisbonne.

David Murphy résume en trois images solaires la carrière littéraire de Fielding, « gloire du matin » (morning Glory)  avec Joseph Andrews, « majesté de midi » (meridian Majesty) avec Histoire de Tom Jones, enfant trouvé et « survol de l'Ouest » (gliding the Western hemisphere) avec Amelia, conférant une trajectoire harmonieuse à une carrière qui n'avait rien d'ordonné. Lady Wortley Montagu en fit une tout autre description dès qu'elle apprit le décès : « aucun autre homme n'a joui de la vie avec plus d'intensité que lui […] Son heureuse constitution, même après qu'il s'est appliqué à en démolir la moitié, lui faisait tout oublier devant un pâté de venaison ou une carafe de champagne. Je reste convaincue qu'il a connu plus de moments heureux que n'importe quel prince sur cette terre »,.

#### Ouvrages généraux
- (en) Michael Stapleton, The Cambridge Guide to English Literature, Londres, Hamlyn, 1983, 993 p. (ISBN 0-600-33173-3).
- (en) Margaret Drabble et Sir Paul Harvey, The Oxford Companion to English literature, Oxford New York, Oxford University Press, 1985 (1re éd. 5), 1155 p. (ISBN 978-0-19-866130-6).
- (en) Andrew Sanders, The Oxford History of English Literature (Revised Edition), Oxford, Oxford University Press, 1996, 718 p. (ISBN 0-19-871156-5).
- (en) Claude Rawson, The Cambridge Companion to Henry Fielding, Cambridge, Cambridge University Press, 2007, 202 p. (ISBN 978-0-521-67092-0 et 0-521-67092-6).

#### Ouvrages spécifiques
- (en) Henry Fielding, Journal of a Voyage to Lisbon, Londres, 1755.
- (en) James Harris, An Essay on the Life and Genius od Henry Fielding, Esq., in Clive D. Probin, The Sociable Humanist: The LIfe and Works of James Harris (1709-1780), Oxford, Oxford Clarendon Press, 1991.
- (en) Arthur Murphy, The Works of Henry Fielding, Esq., vol. 4, Londres, 1762, « Essay on the LIfe and Genius of Henry Fielding, Esq. ».
- Alain Lautel, Fielding (1707-1754). In : Jean-Claude Polet (ed.) Patrimoine littéraire européen : Les lumières, de l'occident à l'orient 1720-1778, vol. 9, Bruxelles, De Boeck Université, 2000, 600 p. (ISBN 2-8041-3162-9, lire en ligne)
- (en) Judith Moore, The Appearance of Truth : The Story of Elizabeth Canning and Eighteenth-century Narrative, New Jersey, Associated University Presses Inc, 1994, 278 p. (ISBN 0-87413-494-3, présentation en ligne)
- (en) Linda Bree, The Cambridge Companion to Henry Fieding, Cambridge, Cambridge University Press, 2007, 202 p. (ISBN 978-0-521-67092-0 et 0-521-67092-6), « Henry Fielding's Life », éd. Claude Rawson, p. 3-16.
- (en) Ian Watt, The Rise of the Novel, Londres, Chatto and Windus, 1967, 319 p. (Chapitre VIII, consacré à Fielding).
- (en) Arnold Kettle, An Introduction to the English Novel, vol. 2, Hutchinson, Hutchinson University Library, 1951 (Plus particulièrement, part II, vol. 1, ch. 4).
- Louis Gondebeaud, Le roman picaresque anglais de 1650 à 1730, Lille, H. Champion, 1977 (Voir particulièrement p. 5-58).
- (en) Wayne C. Booth, The Rhetoric of Fiction, Chicago, The University of Chicago Press, 1966, 455 p..
- (en) Dorothy Van Ghent, The English Novel, Form and Function, Harper Trenchbooks, 1953, 276 p. (Voir particulièrement p. 65-81)
- (en) Douglas Brooks, Number and Patter in the Eighteenth Century Novel, Londres, Routledge and Kegan Paul, 1968, 198 p. (Voir particulièrement chapitres IV et V).
- (en) G. J. Raussen, Henry Fielding, Londres, Routledge and Kegan Paul, coll. « Profiles in Literature », 1968, 162 p..
- (en) Hamilton Macallister, Fielding, Londres, Evans, coll. « Literature i, perspective », 1967, 140 p. (Voir particulièrement chapitres VII et VIII)
- (fr) Christian Pons et Jean Dulck, Samuel Richardson (Pamela) et Henry Fielding (Joseph Andrews), Paris, Colin, coll. « U2 », 1970, 261 p.
- (en) John Richetti, Felicity Nussbaum (édition) et Laura Brown (édition), The New English Century : Theory, Politics, English Literature, Londres, Routledge, 1987, « Representing the Underclass: Servants and Proletarians in Fielding and Smollett ».
- (en) Angela J. Smallwood, Fielding and the Woman Question, New York, St. Martins, 1989.
- (en) John Richetti, Eighteenth Century Fiction, vol. 2, Londres, 1990, « The Old Order and the New Novel of the Mid-Eighteenth Century Fiction: Narrative Authority in Fielding and Smollett », p. 99-126.
- (en) Patricia Meyer Spacks, Desire and Truth : Functions of the Plot In Eighteenth-Century English Novels, Chicago, University of Chicago Press, 1990.
- (en) Bertrand Goldgar, « Fielding and the Whores of London », Philological Quarterly, vol. 64,‎ 1985, p. 265–273.
- (en) James Harris, Clive D. Probin, The Sociable Humanist: The LIfe and Works of James Harris (1709-1780), Oxford, Oxford Clarendon Press, 1991, « An Essay on the Life and Genius of Henry Fielding, Esq. ».
- (en) Bertrand A. Goldgar, The Cambridge Companion to Henry Fielding, Cambridge, Cambridge University Press, 2007, 2002 p. (ISBN 978-0-521-67092-0 et 0-521-67092-6), « Fielding's Periodical Journalism »
- (en) Martin Battestin et Ruthe Battestin, Henry Fielding : A Life, Routledge, 1993 (ISBN 0-415-09715-0, présentation en ligne)
- (en) Henry Fielding et Judith Hawley, Joseph Andrews and Shamela, Londres, Penguin Classics, 1999, 389 p. (ISBN 978-0-14-043386-9), notes et introduction par Judith Hawley.

#### Recueils d'essais et d'articles
- (en) R. Paulson (éditeur), The Critical Heritage, Londres, Routledge and Kegan Paul, 1969, 453 p., « Henry Fielding ».
- (en) R. Paulson (éditeur), A Collection of Critical Essays, New Jersey, Prentice Hall, coll. « Twentieth Century Views », 1962, 185 p., « Fielding ».
- (en) I. Williams (éditeur), The Criticism of Henry Fielding, Londres, Routledge and Kegan Paul, 1970, 377 p. (recueil d'essais par Fielding sur son art).
- (en) Louis Gondebeaud et Robert Ferrieux, Tom Jones, Pau et Perpignan, Université de Pau et des pays de l'Adour et Université de Perpignan Via Domitia, coll. « Cours de CAPES et d'Agrégation d'anglais », 1981, 104 p.

#### L'affaire Elizabeth Canning
- (en) Canning's Magazine : or, A review of the whole evidence for, or against E. Canning, and M. Squires, 1753 (lire en ligne)
- (en) Lance Bertelsen, Henry Fielding at Work : Magistrate, businessman, writer, Basingstoke (GB), Palgrave Macmillan, 2000, 232 p. (ISBN 0-312-23336-1, présentation en ligne)
- (en) Douglas Hay et Mike Fitzgerald (dir.), Crime and Society, Routledge, 1980 (ISBN 0-203-47878-9, présentation en ligne), « Part 1: History »
- (en) Andrew Lang, Historical Mysteries, Londres, Smith, Elder & Co, 1905 (lire en ligne)
- (en) Judith Moore, The Appearance of Truth : The Story of Elizabeth Canning and Eighteenth-century Narrative, New Jersey, Associated University Presses Inc, 1994, 278 p. (ISBN 0-87413-494-3, présentation en ligne)
- (en) John Paget, Judicial Puzzles, Gathered From the State Trials, San Francisco, Sumner Whitney & Co., 1876 (lire en ligne)
- (en) Allan Ramsay, The Investigator : Containing the following tracts : I. On ridicule. II. On Elizabeth Canning. III. On naturalization. IV. On taste, A Millar in the Strand, 1762 (lire en ligne)
- (en) Kristina Straub, Domestic affairs : intimacy, eroticism, and violence between servants and masters in eighteenth-century Britain, Baltimore (Md.), Johns Hopkins University Press, 2009, 223 p. (ISBN 978-0-8018-9049-9 et 0-8018-9049-7, présentation en ligne)
- (en) John Treherne, The Elizabeth Canning Enigma, Londres, Jonathan Cape, 1989, 164 p. (ISBN 0-224-02630-5)
- (en) Barrett Rich Wellington, The Mystery of Elizabeth Canning as Found in the Testimony of the Old Bailey Trials and Other Records, J. R. Peck, 1940 (présentation en ligne)

## Citations originales de Fielding
1. ↑  « Branch of writing [that] I very little pretend to and… very little my pursuit ».
2. ↑  « The Play was received with greater Satisfaction than I should have promised myself from its Merit ».
3. ↑  « one from whom I draw all the solid comfort of my life ».
4. ↑  « but most of all she resembled one whose image never can depart from my breast, and whom, if thou dost remember, thou hast then, my friend, an adequate idea of Sophia ».
5. ↑  « Foretel me that some tender maid, whose grandmother is yet unborn, hereafter, when, under the fictitious name of Sophia, she reads the real worth which once existed in my Charlotte, shall from her sympathetic breast send forth the heaving sigh. ».
6. ↑  « which served as very proper Decorations to such a Scene ».
7. ↑  « In this case, one of the most simple girls I ever saw, if she be a wicked one, hath been too hard for me. I am firmly persuaded that Elizabeth Canning is a poor, honest, simple, innocent girl ».

## Citations originales des commentateurs
1. ↑  « The people of Salisbury are gay and rich […] and there is a great deal of good manners and good company among them ».
2. ↑  « His cousin was afterwards married to a plain country gentleman, and in that alliance found, perhaps, more solid happiness that she would have experienced in an early and improvident marriage with her gifted kinsman. Her image, however, was never effaced from his recollection; and there is a charming picture (so tradition tells) of her luxuriant beauty in the portrait of Sophia Wester, in Tom Jones ».
3. ↑  « paints to perfection ».
4. ↑  « an incapacity of going about in the world unobserved ».
5. ↑  « Genius was acute, lively, docile, capable equally both of the serious and the ridiculous; his passions vehement & easily passing into excess; his person strong, large, and capable of great fatigues; his face not handsome, but with an eye peculiarly penetrating, & which during the sallies of wit and anger never failed to distinguish it self ».
6. ↑  « made for enjoyment ».
7. ↑  « launched wildly into a career of dissipation ».
8. ↑  « She is vastly the superior of poor Tom in every way, and because she is the embodiment of the eternal virtues of womanhood she can never lose her freshness of appeal. That the author’s first wife sat for the picture as well as for the portrait of Amelia is of no special importance to us—except as it makes us honor Henry Fielding—in view of the greater fact that the two are types of womankind such as the world could ill spare »
9. ↑  « [he] would go home rarther late from a tavern, and would, the bexte morning, deliver a scene to the players written upon the papers which had wrapped the tobacco in which he so much delighted ».
10. ↑  « The Legislature made a law, in order to curb a private man ».
11. ↑  « PERHAPS the best Excuse that can be made for a Woman's venturing to write at all, is that which really produced this Book; Distress in her Circumstances: which she could not so well remove by any other Means in her Power ».
12. ↑  « Fielding, hearing Lyttleton praised for his Virtue, started up, & striking his Breast, cried, If you talk of Virtue, here's a Virtue! I married my Whore yesterday; – he had; Lyttleton made him ».
13. ↑  « if Mr Spondy, the poet, shoes enough humility to the odiot patron sir Gosling Scrag, when he is inclined to marry his own cook-wench, his gracious patrom may condescend to give the bride away; and finally settle him in his old age, as a trading Westminster-justice ».
14. ↑  « an office which seldom fails of being hateful to the populace, and of course liable to many injurious interpretations ».
15. ↑  « shedding the Blood of this young Man for the Example-Sake […] such a Severity being too much for the Nature of the Guilt chargeable on hIm [and] will serve rather to confound and destroy all Ideas of Right and Wrong ».
16. ↑  « Bosavern Penlez was hanged that whorehouses might not be torn down by mobs of angry sailors ».
17. ↑  « no Man enjoy'd Life more than he did […] His happy Constitution (even when he had, with great pains, half demolish'd it, made him forget every thing when he was before a venison Pasty or o'er a Flask of Champaign, and I am persuaded he had known more happy moments than any Prince upon Earth ».